# John Isner
John Robert Isner (Greensboro, Carolina del Norte, 26 de abril de 1985) es un extenista profesional estadounidense que llegó a ocupar la octava posición del Ranking ATP en el año 2018. Destacaba por su poderoso servicio y una gran estatura para el deporte del tenis, con 2,08 metros. Se le conoce especialmente por haber sido el ganador del partido más largo de la historia celebrado en el Campeonato de Wimbledon 2010 ante el francés Nicolas Mahut. Fue el tenista más destacado de los Estados Unidos en la década de 2010.
Su mayor logro deportivo fue ganar el Masters 1000 de Miami en 2018; adicionalmente llegó a las semifinales de Wimbledon de ese mismo año.

## Vida personal
Isner nació en Greensboro, Carolina del Norte. Tiene dos hermanos mayores, Nathan y Jordania. Isner comenzó a jugar tenis a los 9 años bajo la tutela de Oscar Blacutt y Stephens Rob en la Academia de Tenis Carolina. Se graduó en la Escuela de Walter Hines Página Sénior High, en Greensboro, y en la Universidad de Georgia, donde se especializó en Comunicación Oral. En la actualidad reside en Tampa, Florida, donde entrena en la Academia Saddlebrook junto a otros profesionales del tenis americano como James Blake y Mardy Fish.

## Carrera de tenis en la universidad
Isner tuvo una exitosa carrera tenística en la Universidad de Georgia desde 2003 hasta 2007. En su primer año fue subcampeón de dobles de la NCAA. Llevó a Georgia a la categoría de equipo subcampeón en el campeonato de la NCAA en 2006 antes de liderar el equipo campeón de la liga en 2007.
Con Isner en la posición #1 en individuales y dobles, Georgia perdió un solo partido en sus últimos 2 años. Isner pasó la mayor parte de 2007 ocupando el #1 de individuales en la NCAA, y acabó #2 detrás del campeón de la NCAA en individuales Somdev Devvarman de la Universidad de Virginia. Durante toda su carrera universitaria Isner se convertiría en el jugador con más victorias tanto en individuales, como en dobles.

## Carrera profesional

### 2007 - 2008: Inicios como profesional

#### 2007
Isner comenzó su carrera profesional a mediados de 2007. Con un puesto N°839 en el escalafón de la ATP, necesitó algunos Wild Card para entrar a los cuadros principales de los torneos, incluso en el nivel de Futures.
Ganó su primer torneo, en el Future de Estados Unidos F14, venciendo a los tres primeros cabezas de serie en su camino hacia el título. Luego, después de perder en primeras rondas de torneos Challenger y un torneo ATP, Isner derrotó a 5 jugadores dentro de los Top-300 y 3 cabezas de serie para ganar el Challenger de Lexington en julio y mejorar su clasificación hasta la posición 416, en sólo un mes.

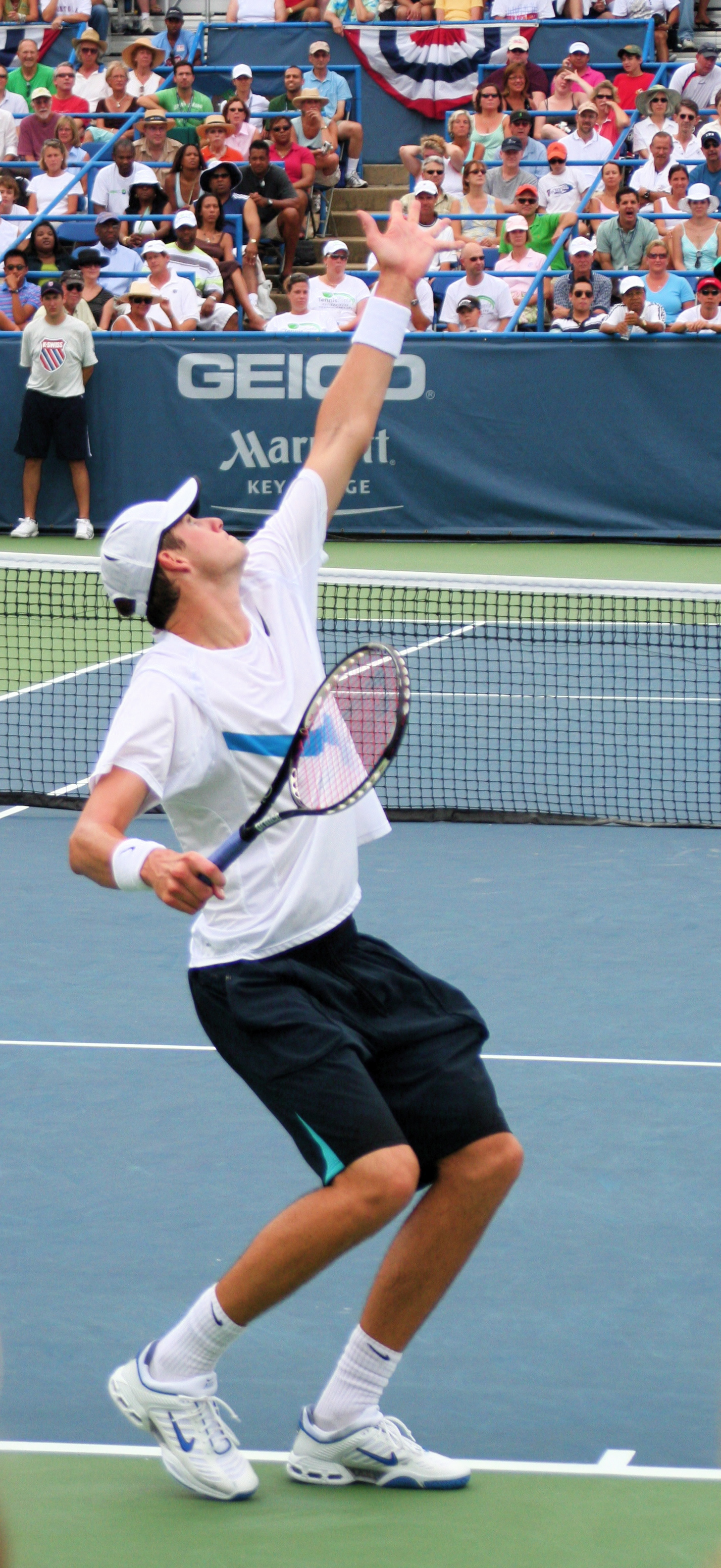
Isner al servicio.

En el Torneo de Washington, el tenista chileno Fernando González se borraría del torneo y con ello, dejaría libre un Wild Card, que fue entregado a último momento a Isner, quien consiguió sus primeros triunfos sobre jugadores top-100. Venció a Tim Henman (N°73), Benjamin Becker (N°47), Wayne Odesnik (N°189), Tommy Haas (N°12) y Gaël Monfils (N°54), para alcanzar la final, donde caería por 6-4, 7-6 ante Andy Roddick. Sin embargo, esa semana hizo que alcanzara el puesto N°193 en el ranking ATP después de tan sólo 6 semanas en el profesionalismo.
Su éxito en Washington le aseguró Wild Card en otros tres torneos ATP: el Masters de Cincinnati una semana después, New Haven y el US Open. En Cincinnati perdería con el posterior cuartofinalista David Ferrer. En New Haven, venció a Becker por segunda vez antes de caer frente a Ferrer por segunda semana consecutiva.
En su debut en el US Open, derrotó al 26º cabeza de serie, Jarkko Nieminen, por 6-7(4), 7-6(4), 7-6(5) y 6-4, convirtiendo 34 aces en el partido. En su segundo partido enfrentó a Rik de Voest, derrotándolo por 6-3, 6-3 y 7-6(4), antes de caer en tercera ronda ante el primer cabeza de serie, Roger Federer por 6-7(4), 6-2, 6-4 y 6-2. Isner convirtió 18 aces, y finalizó con 66 aces en el torneo.
Desde el US Open, Isner jugó 5 challengers. Perdió en segunda ronda en Tulsa ante Fritz Wolmarans por 5-7, 4-6. Hizo semifinales en Calabasas cayendo derrotado frente a Robert Kendrick por 6-4, 3-6, 6-7 (3). Logró semifinales en Rimouski perdiendo con Ilija Bozoljac por 6-7 (4), 6-7 (2), y semifinales en Louisville perdiendo con Matthias Bachinger 7-5, 6-7(3), 6-7(4). En noviembre alcanzó semifinales en Champaign cayendo ante Jesse Levine por 7-6(5), 6-3. Isner también fue convocado por el Equipo de Copa Davis de los Estados Unidos como sparring. Terminó su temporada en el puesto N°107.

#### 2008
El año 2008 sería el de la confirmación de Isner. La buena temporada anterior le permitió entrar sin necesidad de Wild Card al Abierto de Australia, donde cayó en primera ronda tanto en individuales ante Fabrice Santoro, como en dobles, con Ivo Karlović. Pese a este resultado, luego llegaría los cuartos de final de San José, batiendo a Florent Serra y a Tommy Haas, lo que le permitiría alcanzar su mejor posición hasta ese momento en el ranking ATP (N°93). Posteriormente, caería en primera ronda en Roland Garros y Wimbledon, al igual que en otros torneos de menor entidad como Houston, Nottingham y Newport, que le llevarían de nuevo a la posición N°107 del ranking el 28 de julio de 2008. También hizo su segunda aparición en el US Open perdiendo en primera ronda. Terminó la temporada en el puesto N°145.

### 2009: Llegada al Top 40 por primera vez
John se clasificaría para el cuadro principal en el Heineken Open 2009 en Auckland. Durante el torneo derrotó al español Albert Montañés y a su compatriota Robby Ginepri, pero sería derrotado por Robin Soderling con un 6-4 y 6-4. Recibiría una Wild Card para entrar al Abierto de Australia. A pesar de servir 39 aces contra su oponente eslovaco Dominik Hrbaty sería derrotado en cuatro sets en primera ronda. Isner comenzó a trabajar con nuevo entrenador, Craig Boynton, que había entrenado anteriormente a Jim Courier en la década de 1990.
En el Masters de Indian Wells, Isner se quitaría un gran peso de encima al derrotar al noveno cabeza de serie y estrella juvenil Gaël Monfils, Isner vendría de atrás y remontó el partido por 6-7, 6-1 y 6-4. Luego derrotó al ex-número 1 del mundo Marat Safin por 6-4 y 6-4. Y en cuarta ronda cae derrotado ante el argentino Juan Martín del Potro por 6-7(4) y 6-7(3). En el Masters de Miami, accede al cuadro principal mediante la fase de clasificación. Gana en primera ronda y pierde en segunda ante el 11° cabeza de serie, David Ferrer.
Durante abril participó en el Torneo de Houston, haciendo un excelente trabajo antes de ser derrotado en cuartos de final por su compatriota Wayne Odesnik en un encuentro que terminó 7–5, 3–6, 7–6. Conseguiría calificarse para el Roland Garros, pero tuvo que retirarse tras ser diagnosticado con mononucleosis, lo que también le obligó a retirarse de Wimbledon.
En agosto durante el Torneo de Washington derrotó a Jo-Wilfried Tsonga y a Tomáš Berdych, antes de caer con Andy Roddick por 7–6(3), 2–6, 5–7. Su actuación lo llevaría a obtener su más alto ranking (55). En el Masters de Montreal derrotaría Jesse Levine, antes de caer con Mijaíl Yuzhny. Después recibió una invitación para participar en el Masters de Cincinnati, donde derrotaría a Tommy Haas por 7–6(5), 5–7, 7–6(3), en la primera ronda, pero caería ante Jeremy Chardy.

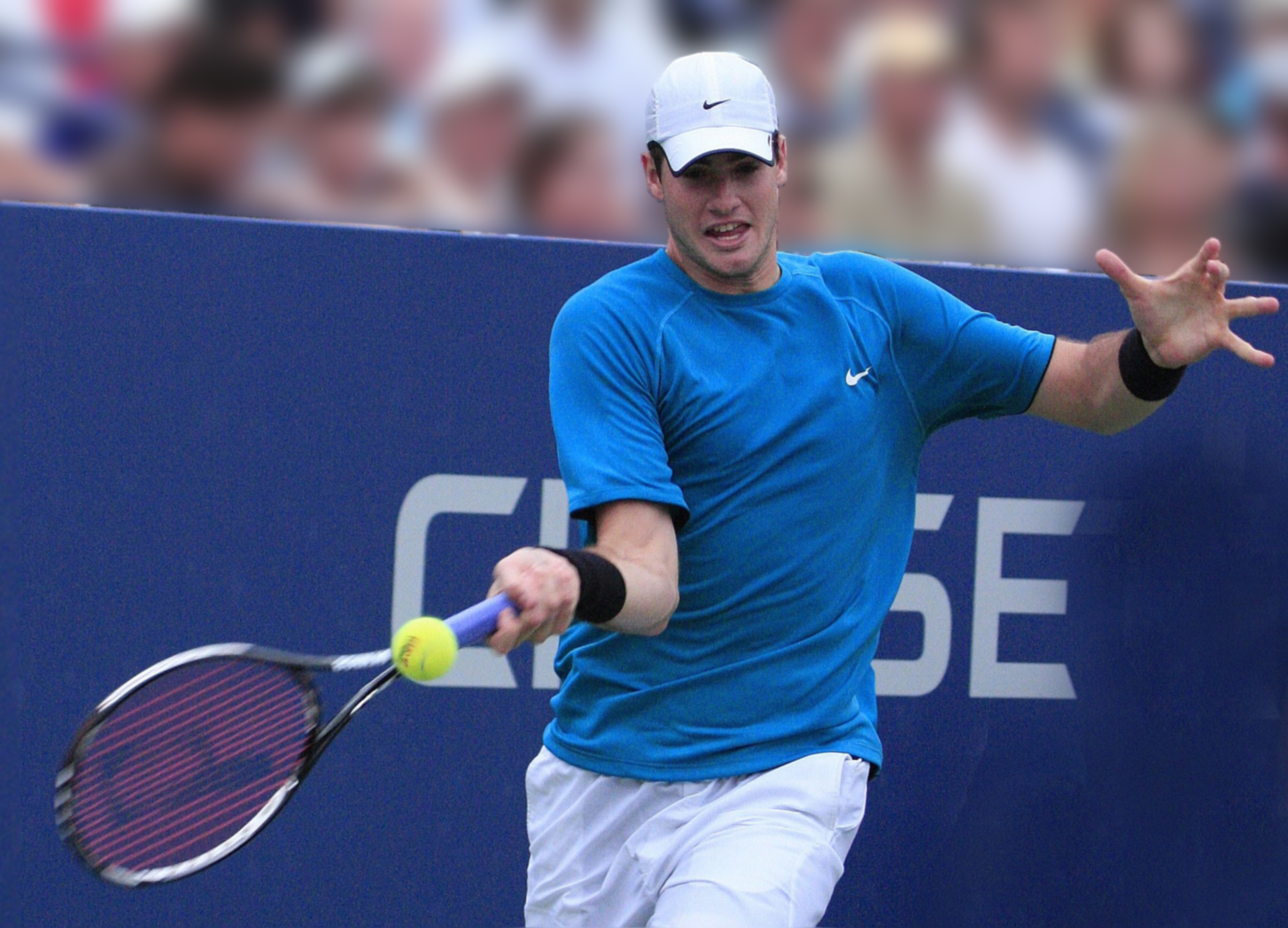
Isner ante Fernando Verdasco.

Aunque recibió una invitación para participar en el Torneo de New Haven 2009, la rechazó para descansar previamente al US Open, en el cual derrotó a Victor Hanescu por 6–1, 7–6(14), 7–6(5), lo que se convertiría en su primer triunfo en el torneo. En segunda ronda derrotó a Marsel Ilhan por 6-3, 6-4, 7-6(1). En tercera ronda sería parte de la sorpresa más grande del torneo al derrotar al quinto favorito Andy Roddick por 7–6(3), 6–3, 3–6, 5–7 y 7–6(5). Luego sería derrotado por Fernando Verdasco en parciales de 6-4, 4–6, 4–6 y 4–6. Con dicho resultado avanzó al puesto 39 del ranking mundial.
Tras el US Open, Isner participaría en el Torneo de Bangkok como el 8° cabeza de serie. Isner llegó a los cuartos de final perdiendo ante Viktor Troicki. Luego, juega el Torneo de Tokio perdiendo en primera ronda ante Stanislas Wawrinka por un doble 6-4 y el Masters de Shanghái siendo derrotado por Lleyton Hewitt. Con el objetivo de mejorar su ranking, también jugó el Torneo de Viena como el 8° cabeza de serie, perdiendo en primera ronda. En el Torneo de Basilea venció en primera ronda al 3° cabeza de serie, Fernando González por 7-6(3), 4-6, 6-4. En segunda ronda cae derrotado por Richard Gasquet por 6-4, 6-7(9), 2-6. En el Masters de París, vence en primera ronda a Alejandro Falla por 4-6, 7-6(10), 7-5. En segunda ronda pierde ante Fernando González por 5-7, 6-7(3).
Finalizó la temporada en el puesto N°34 del ranking ATP y se destacó su trabajo con Boynton tras su decepcionante temporada 2008. Su progreso fue reconocido por sus pares, ya que fue votado como el Jugador de Mayor Progreso de la ATP, convirtiéndose en el décimo estadounidense en ganar el premio, y el primero desde Andre Agassi en 1998.

### 2010: Primer título ATP y partido más largo de la historia
Isner iniciaría el año en el Heineken Open 2010 en Auckland, donde derrotaría en primera ronda al español Guillermo García-López por parciales de 4-6, 7-6(4) y 6-2, en segunda ronda a Juan Mónaco por 5-7, 6-4 y 6-3, en cuartos de final a Tommy Robredo 7-6(5), 3-6 y 6-4, a Albert Montañés en semifinales por 6-2 y 7-6(5) y en la final lograría derrotar a Arnaud Clément por parciales de 6-3, 5-7 y 7-6(2), después de salvar un punto de partido para lograr su primer título ATP. El título catapultaría a Isner dentro del top 30 del ranking mundial.
Tras la ausencia de Gilles Simon, Isner se preclasificaría para el Abierto de Australia, donde venció en primera ronda a Andreas Seppi por 6-3, 6-3, 3-6, 5-7 y 6-4, luego en segunda ronda derrotó a Louk Sorensen por 6-3, 7-6(4) y 7-5, ya en tercera ronda mostrando un juego sorprendente vence al galo Gael Monfils 6-1, 4-6, 7-6(4) y 7-6(5), finalmente llegaría a la cuarta ronda donde fue derrotado por Andy Murray con parciales de 6-7(4), 3-6 y 2-6.
En febrero llegaría a la final del Regions Morgan Keegan Championships después de derrotar a Ryan Harrison 6-1 y 7-5, Jarkko Nieminen 6-7(4), 6-4 y 6-4, al croata Ivo Karlović 6-1 y 7-6(7) y a Philipp Petzschner 7-5, 4-6 y 6-3, pero su compatriota y pareja de dobles Sam Querrey, con quien había conseguido el título en dobles ese mismo año al derrotar a la pareja Hutchins/Kerr por 6–4 y 6–4, le impediría conseguir el título, el partido terminó con parciales de 7-6(3), 6-7(5) y 3-6.
A la semana siguiente perdería en primera ronda en el Abierto Mexicano por 6-7(4) y 5-7 con Simon Greul. Sin embargo, conseguiría entrar al top 20 de la clasificación.
Luego haría su debut en Copa Davis donde perdería sus dos partidos de manera apretada; primero ante Viktor Troicki por 6-7(4), 7-6(5), 5-7 y 4-6 y después con Novak Djokovic por 5-7, 6-3, 3-6, 7-6(6) y 4-6. También remplazaría a Mike Bryan, para junto con Bob Bryan ganar el primer punto para Estados Unidos, con parciales de 5–7, 6–3, 3–6, 7–6(6) y 4–6.
Inició el Masters de Indian Wells derrotando a Kevin Anderson por 6-3 y 7-5, después pasaría sobre su amigo Sam Querrey 7-6(3) y 6-4, para caer derrotado ante Rafael Nadal por 5-7, 6-3 y 3-6.

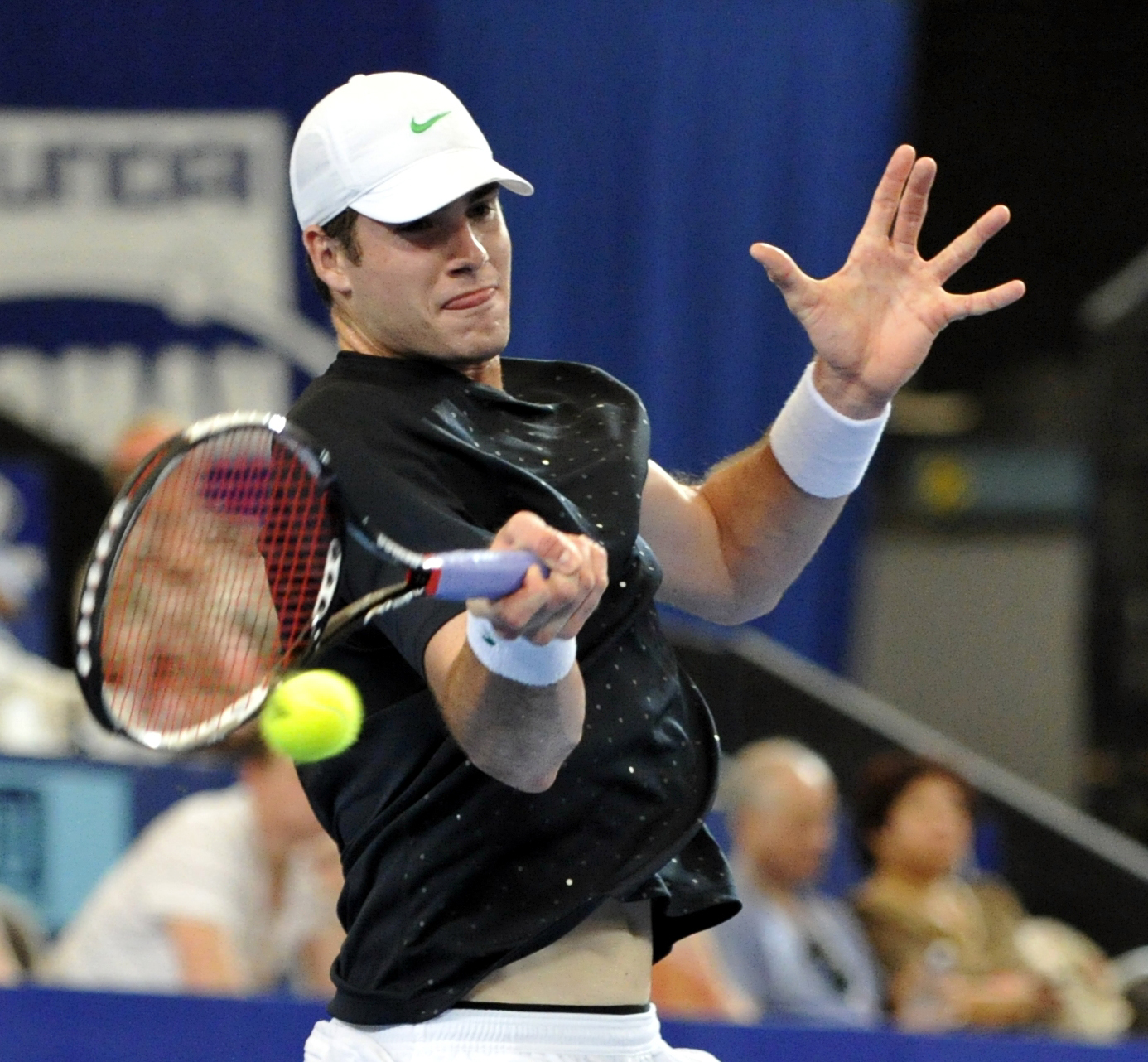
Isner devolviendo un tiro.

En el Masters de Miami derrotó en su debut a Michael Russell por 7-6(5), 2-6 y 7-6(5), pero sería derrotado en tercera ronda por Juan Carlos Ferrero por 2-6, 6-3 y 3-6.
Abriría su participación en la gira de tierra en el U.S. Men's Clay Court Championships, donde caería en primera ronda ante Xavier Malisse por 6-7(3), 7-6(7) y 6-7(3). También tendría su primera incursión en el Masters de Roma, donde derrotó a Horacio Zeballos, antes de caer ante Thomaz Bellucci. De cualquier manera alcanzaría la final en dobles, donde sería derrotado por los hermanos Bryan por 2-6 y 3-6. Después de esto alcanzaría el top 30 dentro de dobles.
Su siguiente torneo fue el Serbia Open, donde apareció como segundo cabeza de serie. Inicia con victorias sobre Josselin Ouanna 6–2 y 6–4, Richard Gasquet 2–6, 7–6(2) y 6–3, y Stanislas Wawrinka 7–5 y 7–5. De esta forma Inser se instalaría en su primera final sobre tierra, donde nuevamente se encontraría con su pareja de dobles Sam Querrey, quien le impediría llevarse su segundo título del año, el partido terminó 6–3, 6–7(4) y 4–6, cabe mencionar que Isner sirvió para partido durante el 5-4 en el segundo set, ésta se convirtió en la segunda derrota de Isner sobre Querrey en la que tuvo punto de partido.
Durante el Masters de Madrid, derrotó a Christophe Rochus y Santiago Giraldo, antes de ser derrotado por el local y tres del mundo Rafael Nadal por 7-5 y 6-4.
En el segundo Grand Slam del año, en Roland Garros, sería el preclasificado número 17. En primera ronda derrotó a Andrey Golubev por 6–4, 6–3 y 6–2, en la ronda siguiente a Marco Chiudinelli por 6–7(3), 7–6(3), 7–6(7) y 6–4. Caería en tercera ronda ante el eventual semifinalista Tomáš Berdych por 2–6, 2–6, 1–6. En lo que concierne a su participación en dobles Isner/Querrey caerían en primera ronda de manera sorpresiva.
En Wimbledon Isner preclasificaría como número 25. En la primera ronda se enfrentaría con Nicolas Mahut, en lo que se convertiría en el partido más largo de la historia, el cual terminó con victoria para el norteamericano con parciales de 6–4, 3–6, 6–7(7), 7–6(3) y 70–68. Ya en segunda ronda y sin energías, Isner sería derrotado en una hora y dos minutos por el holandés Thiemo de Bakker, en un partido donde Isner no conectó ni siquiera un ace, el juego terminó por 0–6, 3–6, 2–6. Isner también tuvo que declinar su participación en dobles debido a la fatiga. De igual manera Isner se despediría del torneo con varios récords incluido el de más aces en un solo partido y también con el número 18 del mundo, lo más alto en su carrera.
Su siguiente torneo fue en el Atlanta Tennis Championships, donde en primera ronda derrotó a Gilles Müller por 4-6, 7-6(6) y 7-6(7), salvando un punto de partido en cada tie-break, luego derrotaría a su compatriota Michael Russell con un sencillo 6-1 y 6-2, en semifinales se enfrentó al sudafricano Kevin Anderson, a quien derrotó por 6-3, 6-7(7) y 6-3, con esto alcanzaría su cuarta final en lo que va del año. Ya en la final tomaría ventaja pero no podría sostenerla para caer ante el también local Mardy Fish por 6-4, 4-6 y 7-6(4).
La siguiente misión es el Legg Mason Tennis Classic, en primera ronda derrotaría en su especialidad, es decir en un doble tie-break a Thiemo de Bakker por 7-6(6) y 7-6(8). En la segunda ronda caería ante Xavier Malisse por 4-6, 6-3 y 6-7(5).

### 2011: Segundo y tercer título ATP
Isner comenzó el año asociándose con Bethanie Mattek-Sands para ganar el dobles mixto de la final de la Copa Hopman de, derrotando a los belgas Justine Henin y Ruben Bemelmans.
Tras su victoria en Perth, Isner volvió a Auckland para defender su título. Isner derrotó a Robin Haase en segunda ronda para pasar a los cuartos de final, donde fue derrotado por David Nalbandian en tres sets. Isner después jugó en el Abierto de Australia 2011 como vigésimo cabeza de serie. Derrotó con facilidad a Florent Serra en la primera rona y a Radek Štěpánek en la segunda ronda tras perder el primer set. En la tercera ronda, Isner se enfrentó a Marin Čilić. El partido llegó a cinco sets, y Isner cayó derrotado ante el croata.
En el Abierto de Francia, Isner jugó la primera ronda contra el defensor del título Rafael Nadal, que nunca antes había jugado un partido a cinco sets en Roland Garros. Isner cayó en un partido disputadísimo a pesar de que se llevó los dos primeros sets.
Para Wimbledon 2011, Isner fue emparejado contra Mahut en la primera ronda, una revancha del partido más largo del mundo, del año anterior, pero esta vez ganó en sets corridos. Sin embargo, perdió en la segunda ronda ante el 16.º cabeza de serie, Nicolás Almagro en cuatro sets, dejando caer su récord de 11-14 en 2011.
Después jugó el Torneo de Newport en sustitución de su compañero y defensor del título Mardy Fish. Derrotó a Karol Beck, Arnaud Clement, Alex Bogomolov Jr. y Tobias Kamke sin perder un solo set, para llegar a su primera final de carrera sobre césped. En la final, derrotó a Olivier Rochus para convertirse en el primera cabeza de serie en 35 años en ganar el evento. Su título fue el primero de 2011. El campeonato levantó a Isner en el ranking desde el 48.º puesto hasta el 36º.
Isner después jugó el Torneo de Atlanta, donde fue el tercer preclasificado. Derrotó a James Blake, Lu Yen-Hsun y Gilles Muller para llegar a su segunda fase final consecutiva. En la final, se enfrentó a Mardy Fish en una revancha de la final de 2010. Isner fue finalmente derrotado por Fish. Luego llegó a las semifinales del Torneo de Washington, derrotando a Tobias Kamke, James Blake, Viktor Troicki, antes de caer ante Gael Monfils.
En la Copa Rogers, Isner derrotó a Marcos Baghdatis y perdió ante Viktor Troicki en la segunda ronda. Isner ganó el Torneo de Winston-Salem, derrotando a Dudi Sela, Jarkko Nieminen, Marcos Baghdatis y Andy Roddick en las semifinales, antes de derrotar a Julien Benneteau en la final.
En el Abierto de Estados Unidos, Isner derrotó a Marcos Baghdatis, Robby Ginepri, Alex Bogomolov Jr. y Gilles Simon en el camino a sus primeros cuartos de final de Grand Slam. Allí fue derrotado por Andy Murray.
John llegó a las semifinales en el Masters de París, donde tuvo tres puntos de partido antes de caer ante Jo-Wilfried Tsonga en las semifinales. El resultado lo trajo de vuelta a la cima del Top 20. Terminó el año en la posición N.º18, la más alta de su historia hasta la fecha.

### 2012: Llegada al Top ten y primera final de Masters 1000
El gigante estadounidense comenzaría su temporada jugando en Sídney como el 2.° cabeza de serie. Debuta en segunda ronda con una derrota ante Bobby Reynolds por 6-3, 4-6, 3-6. En el primer Grand Slam del año, el Abierto de Australia debuta como el 16° cabeza de serie y vence en primera ronda a Benjamin Mitchell por 6-4, 6-4, 7-6(1). En segunda ronda, gana un partido épico y polémico ante David Nalbandian por 4-6, 6-3, 2-6, 7-6(5), 10-8. En tercera ronda pierde ante Feliciano López por 3-6, 7-6(3), 4-6, 7-6(0), 1-6. Luego juega la Copa Davis ante Suiza de visitante y sobre tierra batida. En el segundo punto de la serie, Isner enfrentaba a Roger Federer a quien venció sorpresivamente por 4-6, 6-3, 7-6(4), 6-2. Luego con la serie definida juega el quinto punto ante Marco Chiudinelli y lo derrota por 6-3, 6-4.
En su gira norteamericana, juega en Memphis como el 1° cabeza de serie. En primera ronda vence a Gilles Muller por 7-6(1), 7-6(4). En segunda ronda derrota a Donald Young por 7-6(3), 6-4. En cuartos de final, cae ante Jurgen Melzer por 3-6, 6-7(6). Luego, en Delray Beach, el 1° cabeza de serie, elimina a Jesse Levine por 6-4, 7-6(15). En segunda ronda elimina a otro americano, Ryan Sweeting por 6-3, 6-4. En cuartos de final, vence a Bernard Tomic por 6-3, 6-2. En semifinales, pierde ante otro gran sacador, Kevin Anderson por 5-7, 6-7(4). En el primer Masters 1000 del año, en Indian Wells, debuta en segunda ronda como el 11° cabeza de serie y vence al perdedor afortunado, Frederico Gil por 7-5, 6-3. En tercera ronda vence a Juan Mónaco por 7-5, 7-5. En cuarta ronda, derrota a Matthew Ebden por 6-4, 7-5 avanzando a cuartos de final por primera vez en el desierto. En cuartos vence al 13° preclasificado, Gilles Simon por 6-3, 1-6, 7-5 apareciendo por segunda vez en su carrera entre los cuatro mejores de un Masters 1000. En semifinales, vuelve a dar el batacazo pero esta vez ante Novak Djokovic venciéndolo por 7-6(7), 3-6, 7-6(5) siendo su primera victoria ante un N.º 1 del mundo y asegurándose un lugar en el Top 10. En su primera final en un torneo Masters 1000, el americano enfrenta nuevamente a Roger Federer pero esta vez pierde por 7-6(7), 6-3. En el Masters de Miami, vence en segunda ronda a Nikolai Davydenko por 2-6, 6-3, 6-4, pero en tercera ronda pierde ante Florian Mayer por 6-4, 6-2, en un partido donde tuvo algunos problemas con su pierna.
En los Cuartos de final de la Copa Davis, ante Francia y otra vez de visitante y tierra batida, volvió a ser el protagonista de la serie, tras ganar su primer punto ante Gilles Simon por 6-3, 6-2, 7-5, y definir la serie en el cuarto punto ante Jo-Wilfried Tsonga por 6-3, 7-6(4), 5-7, 6-3. Luego, disputa el Torneo de Houston, como el 2° cabeza de serie. En segunda ronda, vence a Horacio Zeballos por 6-7(3), 6-4, 6-2. En cuartos, derrota a Ryan Sweeting por 7-6(1), 7-6(4). En semifinales, derrota a Feliciano López por 6-7(5), 7-6(4), 6-3, avanzando a su 2° final del año y a la 10° de su carrera. En la final, pierde ante su amigo Juan Mónaco por 2-6, 6-3, 3-6, en dos horas y 28 minutos. No participa del Masters de Montecarlo, pero participa del Masters de Madrid sobre tierra batida azul, como el 8° favorito. Pierde en segunda ronda ante Marin Čilić por 7-6 (4), 7-6(3). Luego, en el Masters de Roma, derrota en primera ronda a Philipp Kohlschreiber por 2-6, 7-6(3), 6-2. En segunda ronda, perdió ante Andreas Seppi por 6-2, 6-7(5), 5-7. En Niza, fue el primer preclasificado. En segunda ronda, venció a Xavier Malisse por 7-6(3), 7-6(5). En cuartos de final, perdió ante Nikolai Davydenko por 4-6, 6-7(4).
En el Torneo de Roland Garros, sería el 10° cabeza de serie. En primera ronda, eliminó a Rogério Dutra Silva por 6-3, 6-4, 6-4. En segunda ronda, enfrentó a Paul-Henri Mathieu. El partido, fue el segundo partido más largo de la historia de Roland Garros, con una duración de 5h y 41m. El marcador fue de 7-6(2), 4-6, 4-6, 6-3, 16-18. El quinto set duró 2h 14m.
Luego, en su temporada de césped, disputó el Campeonato de Wimbledon como undécimo preclasificado. Debutó con una derrota ante Alejandro Falla por 4-6, 7-6(7), 6-3, 6-7(7), 5-7. Siguió con su temporada de césped, compitiendo el Torneo de Newport, torneo en el que defendía el título. Como máximo favorito, derrotó en primera ronda a Sergei Bubka por 7-6(3), 4-6, 6-3. En segunda ronda, venció a Nicolas Mahut por 6-2, 7-6(2). En tercera ronda, le ganó a Izak van der Merwe por 6-4, 7-6(2). En semifinales, eliminó a Ryan Harrison por 7-6(4), 6-3. En la final, pudo revalidar su título, venciendo al invitado, Lleyton Hewitt por 7-6(1), 6-4.
Comenzó el US Open Series, disputando el Torneo de Atlanta como máximo favorito. Debutó en segunda ronda con una victoria sobre Ruben Bemelmans por 4-6, 6-3, 6-4. En cuartos de final, eliminó al invitado Jack Sock por 7-6(7), 6-4. En semifinales, cayó derrotado por Andy Roddick con un marcador de 4-6, 7-6(5), 4-6. Más tarde, regresó a las canchas de Wimbledon para disputar los Juegos Olímpicos de Londres 2012 como décimo preclasificado. En primera ronda, derrotó a Olivier Rochus por 7-6(1), 6-4. En segunda ronda, venció a Malek Jaziri por 7-6(1), 6-2. En tercera ronda, eliminó al N.º 8 del mundo, Janko Tipsarević por 7-5, 7-6(14). En cuartos de final, perdió ante el N.º 1 del mundo, Roger Federer por 4-6, 6-7(5).
Luego, volvió a las canchas duras para seguir disputando el US Open Series. Disputó el Masters de Canadá en Toronto, como octavo preclasificado. En segunda ronda, venció a Pablo Andújar por 7-6(5), 7-5. En tercera ronda, derrotó a Philipp Kohlschreiber por 6-7(3), 6-4, 6-4. En cuartos de final, eliminó al local Milos Raonic por 7-6(9), 6-4, avanzando por tercera vez a unas semifinales de un Masters 1000. En semifinales, perdió ante Richard Gasquet por 6-7(3), 3-6. También compitió en el Torneo de Winston-Salem, donde defendía el título, como el tercer favorito. En segunda ronda, derrotó a Martin Klizan por 4-6, 6-3, 7-5. En tercera ronda, venció al 13° preclasificado, Jürgen Melzer por 6-4, 6-3. En cuartos de final, eliminó a David Goffin por 7-6(5), 6-3. En semifinales, derrotó al primer cabeza de serie, Jo-Wilfried Tsonga —N.º 6 del mundo— por 6-4, 3-6, 7-6(3). En la final, ante Tomáš Berdych —N.º 7 del mundo y segundo favorito al torneo—, Isner revalidó su título venciéndolo por 3-6, 6-4, 7-6(9).

### 2013: Sexto y séptimo título ATP y segunda final de Masters 1000
uorfeu wbi wabo
El n.º 1 de Estados Unidos y número 14 del mundo terminó Top 20 por cuarto año consecutivo. Su mejor tramo se produjo durante el circuito de verano de América del Norte con un registro de 16-4.
Ganó el título en el Torneo de Atlanta, fue finalista en el Torneo de Washington (perdiendo ante Juan Martín del Potro) y en el Masters de Cincinnati (perdiendo ante Rafael Nadal) e hizo semifinales en el Torneo de Newport (perdiendo ante Lleyton Hewitt). Ganó la final más alta de la historia del tenis ATP, superando a Kevin Anderson en Atlanta en tres tie-breaks. Ganó su primer título en tierra batida en el Torneo de Houston (venciendo a Nicolás Almagro). Logró un récord de 64 aces durante la semana de ese torneo.
En Grand Slam tuvo marcas de 5-3 llegando a tercera ronda en Roland Garros (perdiendo ante Tommy Haas), se retiró con una lesión en la rodilla izquierda en su partido ante Adrian Mannarino de segunda ronda en Wimbledon y llegó a tercera ronda en el Abierto de Estados Unidos (perdiendo ante Philipp Kohlschreiber). Se retiró del Abierto de Australia por una lesión en la rodilla derecha.
Quedó con marcas de 27-16 en asfalto, 8-5 en arcilla y 4-3 en césped. Ganó la mayoría de sus tie-breaks (38-18) y lideró la ATP en aces (979).

### 2014: Octavo y noveno título ATP
Isner comenzó el año como n.º 14 del mundo.
Su primer torneo de forma oficial fue el de Torneo de Auckland. En segunda ronda sufrió para derrotar a Lukas Lacko por 6-7(1), 6-3 y 2-6. En cuartos de final venció a Philipp Kohlschreiber tras tres intensos tie-breaks, 7-6(4), 6-7(4) y 6-7(5). En semifinales derrotó al español Roberto Bautista por parciales de 3-6, 7-6(2) y 6-4, colándose en su primera final del año. En la final derrotó a Yen-Hsun Lu tras otros dos tie-breaks, 6-7(4) y 6-7(7). Así, se llevó su primer título del año en el primer torneo que disputó de la temporada.
Como el preclasificado n.º 13 y en un gran momento de forma llegaba al primer Grand Slam del año, el Abierto de Australia 2014. Sin embargo en su partido de primera ronda se tuvo que retirar debido a una lesión en el pie, cuando perdía ante el eslovaco Martin Klizan por 2-6 y 6-7(6). Esta lesión le alejó de diputar la primera ronda de la Copa Davis, en la que Estados Unidos, cayó sorpresivamente ante su eterno rival, Gran Bretaña.
En su reaparición, llegó a semifinales en Delray Beach por tercer año seguido (perdiendo ante el posterior campeón Marin Čilić). Llegó a su quinta semifinal ATP World Tour Masters 1000, perdiendo ante Novak Djokovic en su segunda semi del ATP World Tour Masters 1000 de Indian Wells (hizo final en 2012).
Se retiró de segunda ronda del ATP World Tour Masters 1000 Madrid en dobles (con Tomáš Berdych) por una lesión a la espalda. Cayó en cuarta ronda de Roland Garros (perdiendo con Tomáš Berdych).
Venció a Jarkko Nieminen en segunda ronda de Wimbledon; ganó la muerte súbita del primer set por 19-17, la segunda más larga en la historia de Wimbledon. En primera ronda de Wimbledon 1973, Björn Borg venció a Premjit Lall 20-18 en la muerte súbita del tercer set. Las muertes súbitas se jugaban en el 8-8 en 1973. Metió 52 saques directos contra Feliciano López en tercera ronda, pero perdió. En Newport cayó en cuartos de final ante su compatriota Jack Sock.
El 24 de julio salvó dos puntos de partido contra Robby Ginepri en su victoria por 7-5 en el tercer set en la segunda ronda de Atlanta; conectó cuatro aces consecutivos para terminar el partido. Retuvo el título en el BB&T Atlanta Open tras vencer a Dudi Sela en la final. Mejoró a 9-9 su registro en finales.

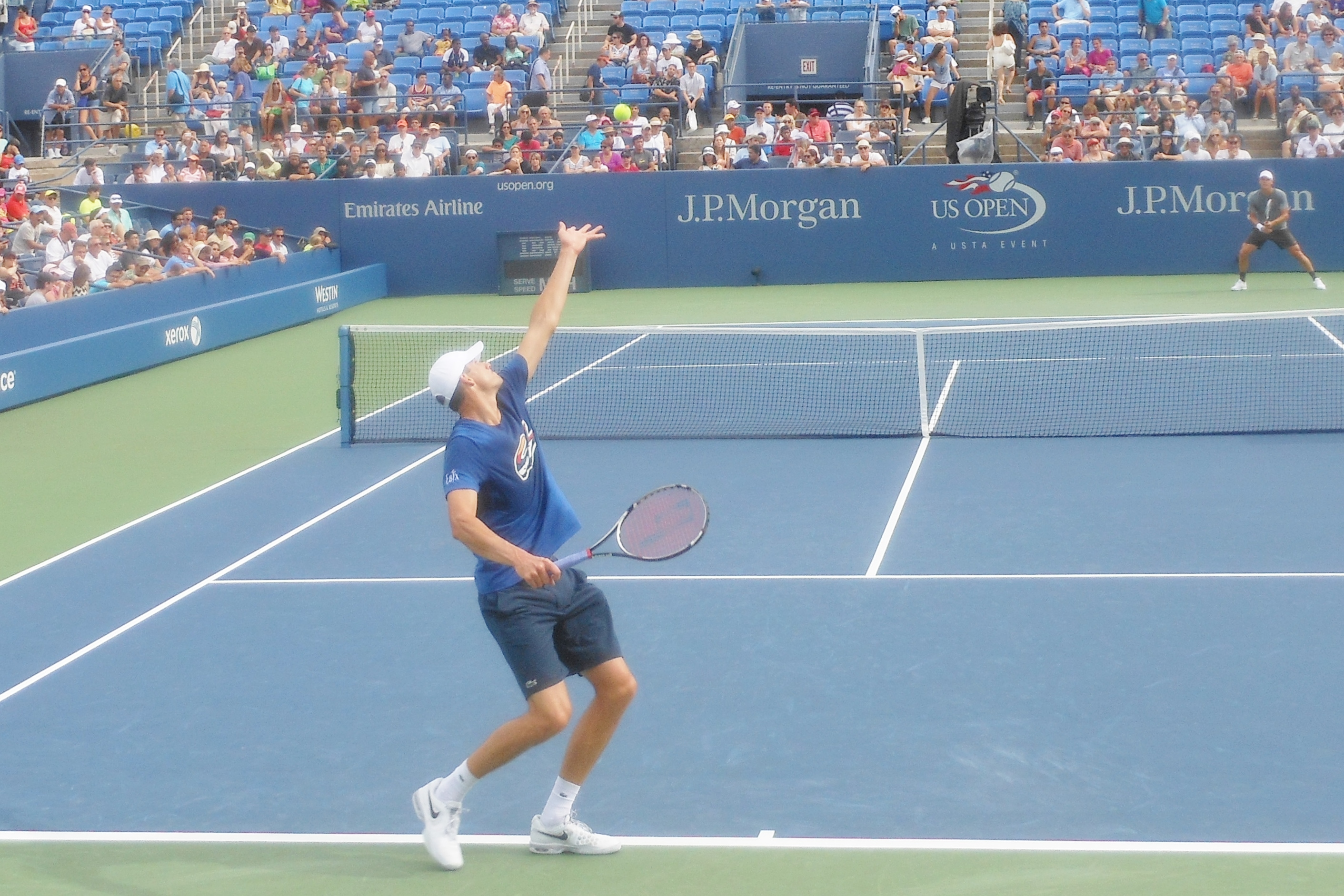
Isner al servicio en el U.S. Open 2013.

Perdió ante Ivan Dodig en primera ronda del ATP World Tour Masters 1000 de Toronto. No pudo convertir dos puntos de partido en el 6-5 en el tercer set contra Andy Murray en la tercera ronda del ATP World Tour Masters 1000 de Cincinnati. Finalmente perdió 7-6(2), por lo que no pudo defender sus puntos de la final lograda el año anterior. El 21 de agosto se retiró de los cuartos de final de Winston-Salem por una dolencia en el tobillo derecho, que ya le dio problemas a principios del año. Llegó hasta la tercera ronda del US Open 2014 (perdiendo ante Philipp Kohlschreiber).
Ganó sus dos individuales en la serie de Estados Unidos frente a Eslovaquia por el play-off de repesca al Grupo Mundial de Copa Davis. Venció a Norbert Gombos y Lukas Lacko.
El 1 de octubre superó los 900 aces por tercer año consecutivo y cuarta vez en los últimos cinco años; lo consiguió en segunda ronda de Beijing. Salvó un punto de partido, con un ace en el 4-5 en el tercer set, frente a Robredo, para terminar ganando 7-6(4) en el tercer set. Llegó a tercera ronda del ATP World Tour Masters 1000 de Shanghái (perdiendo ante Feliciano López). Cerró el año cayendo a las primeras de cambio tanto en Valencia como en el Masters de París-Bercy (perdiendo ante Robredo y Gaël Monfils, respectivamente).
Compiló registros de 27-14 en pistas duras, 6-5 en tierra batida y 4-2 en pasto, ganando premios en metálico de $1.284.639.

### 2015: Décimo título ATP

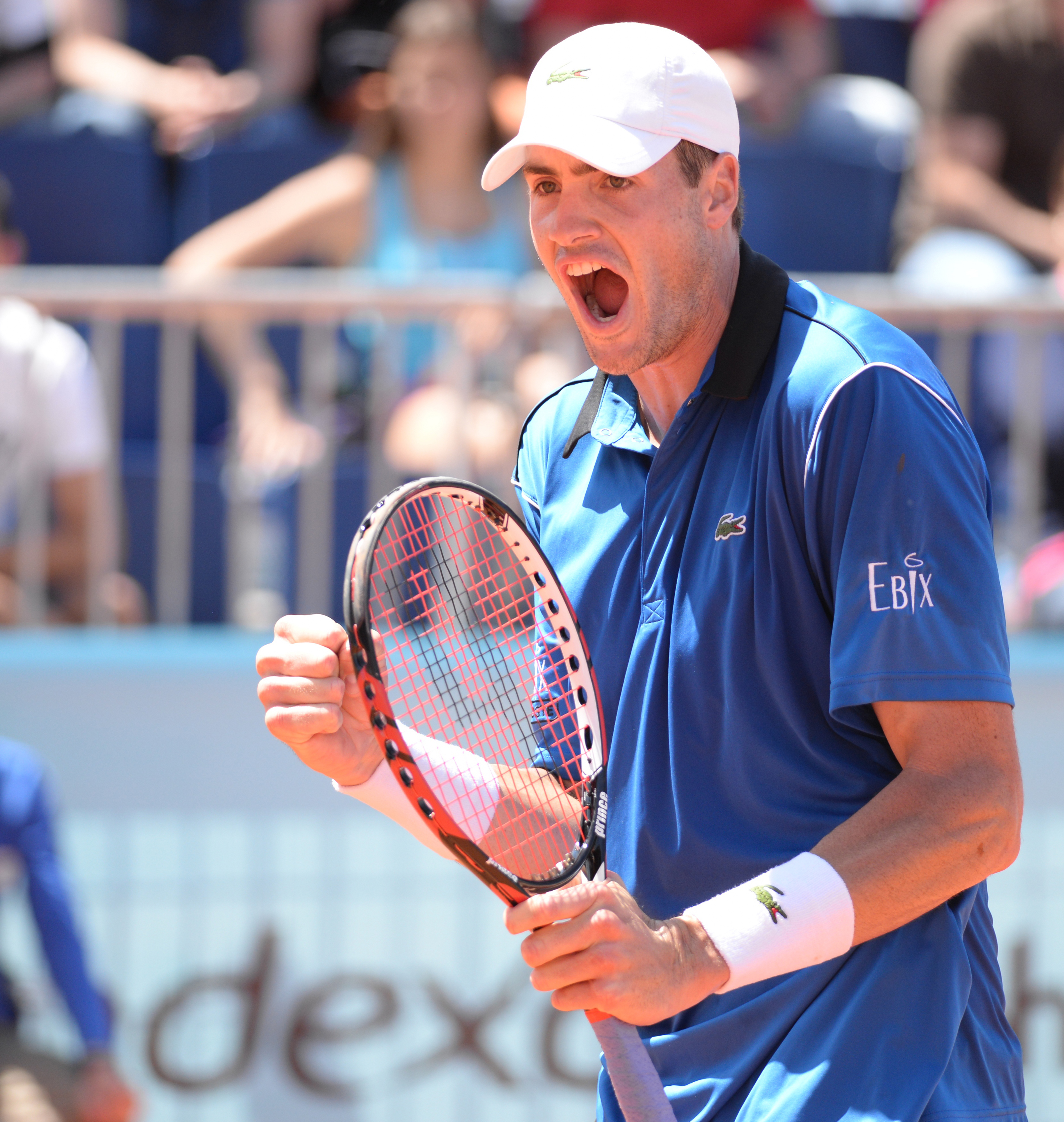
Isner en 2015

Isner comenzó la temporada lentamente, llegando a la tercera ronda del Abierto de Australia 2015 y teniendo solo un partido de cuartos de final en Torneo de Memphis 2015 antes de llegar a las semifinales en Miami Open 2015 con tres victorias consecutivas derrotando a Dimitrov, Raonic y Nishikori. Perdió ante Djokovic en las semifinales.
Perdió ante Djokovic otra vez en sets corridos en Masters de Indian Wells 2015 en la tercera ronda después de ganar al clasificado Jürgen Melzer en la segunda ronda. En Monte Carlo, perdió ante Rafael Nadal en la tercera ronda. Llegó a los cuartos de final en Madrid, donde perdió ante Tomáš Berdych. En Niza, hizo las semifinales, perdiendo ante Dominic Thiem.
En Torneo de Roland Garros 2015, perdió ante Jérémy Chardy en la segunda ronda. En hierba, llegó a los cuartos de final en el Torneo de Queen's Club 2015 y la tercera ronda en Wimbledon a Marin Čilić en su partido de tercera ronda. En este partido, Isner jugó otro maratón, perdiendo finalmente ante el nentonces del mundo. 9 por 10-12 en el quinto set después de dos días de juego.
Isner perdió en la primera ronda en Newport ante eventual campeón Rajeev Ram. Él defendió con éxito su título en Atlanta en julio para ganar su décimo título del Tour y tercero consecutivo en el torneo, derrotando a Marcos Baghdatis en la final en sets corridos. La semana siguiente, llegó a la final del torneo 500 en Washington D. C., perdiendo en la final contra Kei Nishikori. También llegó a los cuartos de final de la Rogers Cup en Montreal, perdiendo en tres tiebeaks ante Jérémy Chardy. Sin embargo, la próxima semana en Cincinnati, salió en la primera ronda contra Sam Querrey. Se saltó Winston-Salem, su torneo local, una semana antes del US Open.
En el US Open 2015, Isner avanzó a la cuarta ronda, perdiendo ante Federer en sets corridos, pero no obstante marcó su mejor resultado de Grand Slam del año. Llegó a la tercera ronda en Shanghái, antes de perder ante Andy Murray en tres sets e hizo su aparición en el tercer cuarto de final Masters del año en París, después de vencer a Federer en tres sets. Isner terminó el año en su mejor clasificación de fin de año hasta la fecha, en el mundo n.º 11.

### 2016: Tercera final de Masters 1000

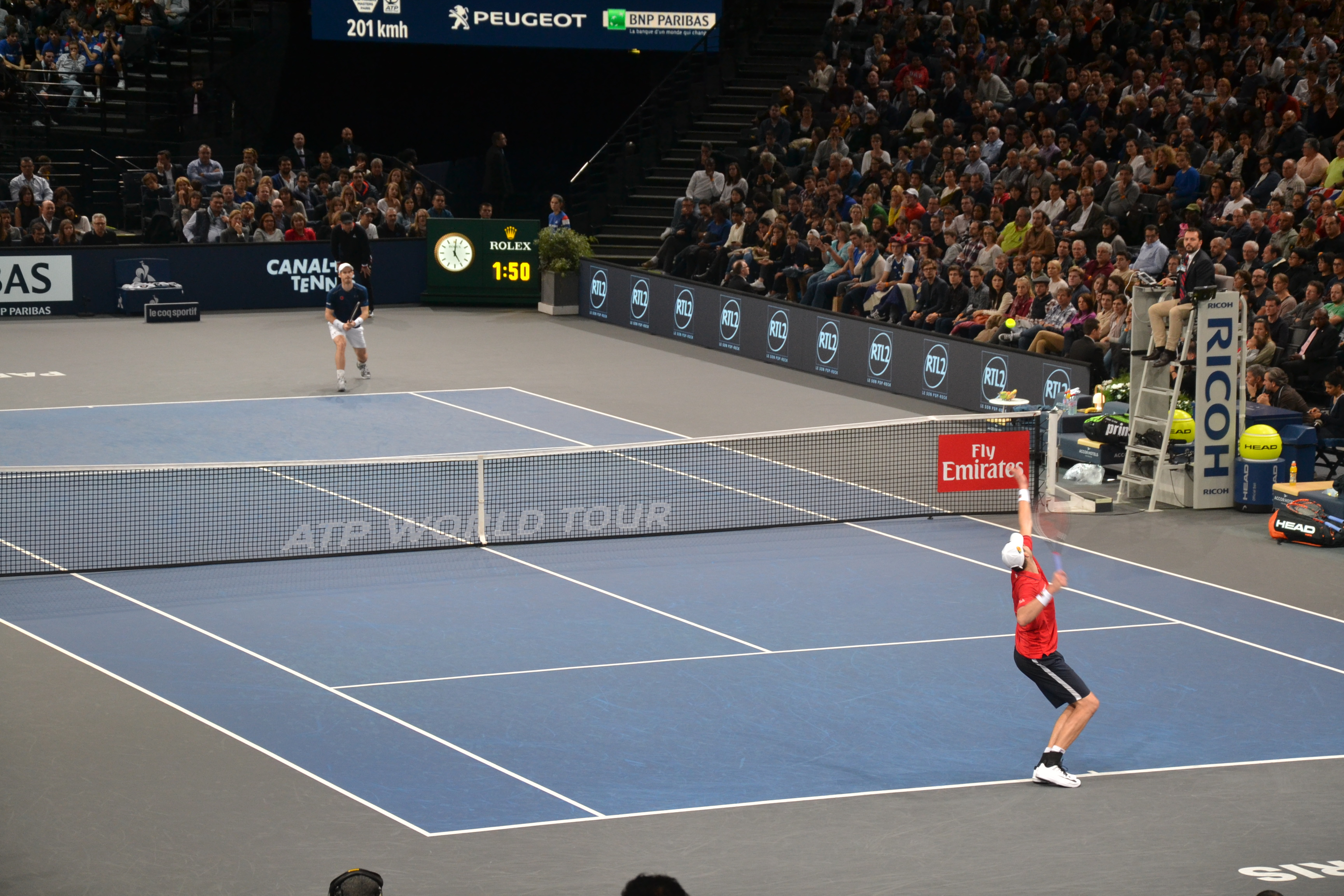
Isner jugando la final del Masters 1000 de París-Berçy contra Andy Murray.

Comienza el 2016 como número 11 del mundo y la temporada en el Torneo de Auckland y llegó a los cuartos de final, perdiendo ante el eventual campeón, Roberto Bautista. En el Abierto de Australia alcanzó los octavos de final por primera vez desde 2010 luego de vencer a Jerzy Janowicz (6-3, 7-6(7), 6-3), Marcel Granollers (6-3 y doble 7-6) y a Feliciano López (6-7(8), 7-6(5), 6-2, 6-4), antes de ser derrotado por el número 8 del mundo David Ferrer en sets corridos.
En febrero, en vez de jugar en los torneos de primavera de Estados Unidos, Isner decidió jugar dos torneos de tierra batida en América del Sur, perdiendo su primer partido tanto contra Dušan Lajović en Buenos Aires y con Guido Pella en Río de Janeiro. Tras estas paupérrimas presentaciones jugó la Primera ronda de la Copa Davis 2016, derrotó a Bernard Tomic y Sam Groth para ayudar a vencer al equipo de Australia por 3-1 y clasificar al Equipo estadounidense a los cuartos de final donde se enfrentará a Equipo de Copa Davis de Croacia.
En el Masters de Indian Wells alcanzó la cuarta ronda por tercer año consecutivo tras vencer a Andreas Seppi y Adrian Mannarino en dos sets, antes de enfrentarse al número 6 del mundo Kei Nishikori contra quien ganó el primer set fácilmente por 6-1 y perder los dos siguientes en desempates. Después en el Masters de Miami se fue en la segunda ronda contra Tim Smyczek cayendo por 6-2, 2-6 y 7-6.
Comienza la gira de tierra batida europea en Houston donde llega a semifinales perdiendo contra Jack Sock por 7-6(4) y 6-3. Tras esto se salta gran parte de la temporada de arcilla, regresando más de un mes después en el Torneo de Ginebra donde perdió a las primeras de cambio contra Lukáš Rosol, ya en Roland Garros , ganó en la primera ronda a John Millman por 6-7, doble 7-6 y 7-5. En la segunda ronda, venció más fácilmente a Kyle Edmund por triple 6-4. En la tercera ronda, venció al ruso Teimuraz Gabashvili por 7-6(7), 4-6, 2-6, 6-4 y 6-2 para llegar por segunda vez en su carrera desde 2014 a la cuarta ronda, caería finalmente ante eventual finalista Andy Murray en sets corridos por 7-6(9), 6-4 y 6-3.
Comenzó la gira de césped en Queen's, en la primera ronda derrotó al argentino Juan Martín del Potro por 7-6 y 6-4, en la segunda ronda fue eliminando por Gilles Muller por 3-6 y doble 7-6. Tras esto jugó en Wimbledon y perdió en la tercera ronda contra Jo-Wilfried Tsonga después de un maratón de cuatro horas 32 minutos cayendo por 7-6(3), 6-3, 6-7(5), 2-6 y 17-19 después de ir dos sets a cero arriba, en resumen tuvo tempranas despedidas en ambos torneos de hierba que jugó.
Luego comienza la segunda temporada de canchas duras con una derrota decepcionante en la segunda ronda del Masters de Canadá frente Ryan Harrison. Ya en el Torneo de Atlanta se recuperó alcanzando su primera final de la temporada y su cuarta final consecutiva en el torneo estadounidense tras vencer a Adrian Mannarino, Taylor Fritz y Reilly Opelka, finalmente caería contra Nick Kyrgios por doble 7-6. Luego decidió saltarse los Juegos Olímpicos de Río 2016 debido a decidir jugar el Torneo de Atlanta (que comenzaba una semana antes) y dinero en premio. Regresó en el Masters de Cincinnati perdiendo contra Milos Raonic en la segunda ronda por doble 7-6, luego de que Steve Johnson llegara a los cuartos de final en Cincinnati, Isner perdió el título del N.º 1 estadounidense por primera vez en tres años.
Aunque lo recuperó en la semana siguiente, Johnson lo recuperó luego del US Open, después de que Isner no pudo defenderse sus puntos en la cuarta ronda, perdiendo en la tercera ronda ante Kyle Edmund en cuatro sets. Isner se asoció con Jack Sock para ganar su segundo título de dobles de Masters 1000 y cuarto título de dobles en general en el Masters de Shanghái.

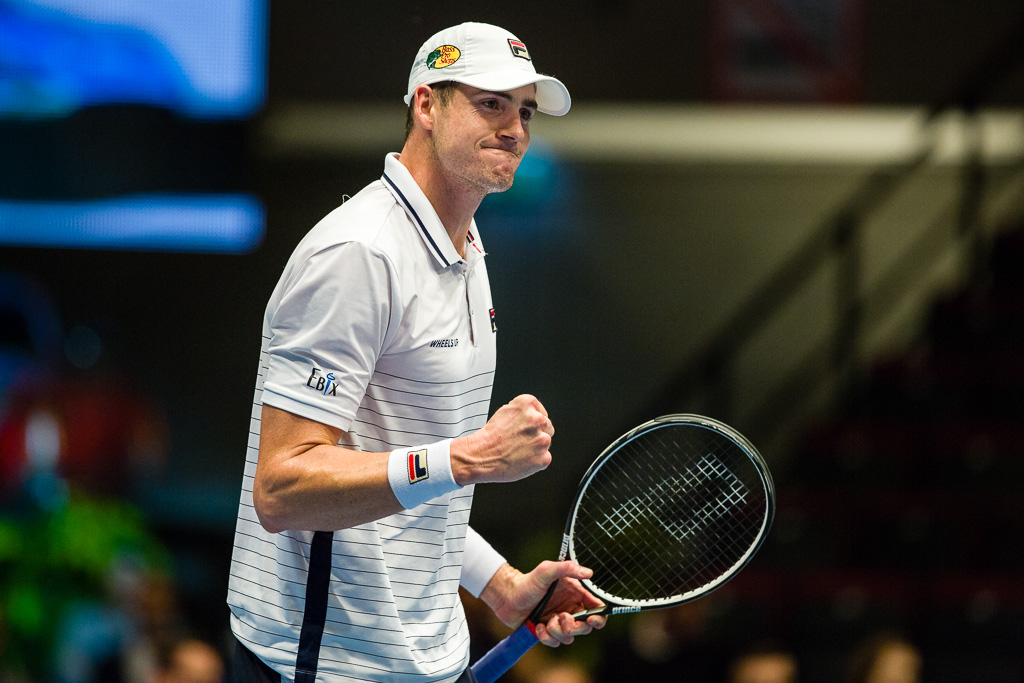
Isner en 2016 llegó a su tercera final de Masters 1000 en París-Berçy siendo derrotado por Andy Murray en tres sets

No preclasificado en el último torneo regular de la temporada, el Masters de París. En primera ronda vence al alemán Mischa Zverev por 7-6(8) y 6-4, luego en segunda ronda venció al 16 del mundo David Ferrer por doble 7-6, en tercera ronda se midió con Jan-Lennard Struff, el verdugo de Wawrinka en la ronda anterior, ganando por 6-4, 6-7(4) y 6-3. En cuartos de final derrotó a su compatriota estadounidense número 1 Jack Sock por 7-6(6), 4-6 y 6-4 después de más de dos horas de juego, calificando para las semifinales del torneo, algo que no hacía en un Masters 1000 desde Miami en 2015. En las semifinales, y en un partido perfectamente controlado (18 aces y más del 92% del primer servicio), supera fácilmente al verdugo de Djokovic, Marin Čilić (10 del mundo) por 6-4 y 6-3 en una hora 11 minutos, clasificándose para su tercera final de Masters 1000, la última se remonta a 2013 y segunda final de la temporada. Además su victoria en la semifinal le permitió a Isner volver a terminar el año como el N.º 1 estadounidense en el quinto año consecutivo y dentro del Top 20 por séptima temporada consecutiva. En la final, perdió ante el recién coronado número 1 mundial Andy Murray en tres sets por 3-6, 7-6(4) y 4-6 en dos horas 17 minutos en un buen partido del estadounidense, dejándolo sin título en individuales por primera vez desde 2009. Gracias a este gran torneo, Isner regresó al Top 20 ubicándose en el puesto 19.

### 2017: 11° y 12° título ATP
Comenzó el año alcanzando los cuartos de final en Auckland, para el Abierto de Australia superó en 4 sets a Konstantin Kravchuk en primera ronda y luego cayó contra Mischa Zverev después de 4 horas y 10 minutos ganando los 2 primeros sets (ambos en tie-break) y haber tenido un punto de partido para terminar cayendo por 7-64, 7-64, 4-6, 76-7 y 7-9. Después de eso hizo cuartos de final en Memphis, y Houston.
Tras un año de altibajos 
llegó a las semifinales en el Masters de Roma donde fue derrotado por el eventual campeón Alexander Zverev, comienza superando al 14° del mundo Albert Ramos por 46-7, 7-64 y 6-1 en primera ronda después dos primeros sets muy disputados, luego superó a Florian Mayer (7-5, 6-3) y al N.º 3 mundial Stan Wawrinka por 7-61 y 6-4 en una hora y 26 minutos para llegar a cuartos, ahí se enfrentó al 8 del mundo Marin Čilić derrotándolo por 7-63, 2-6 y 7-62 después de dos horas y 37 minutos llegando a semifinales su mejor resultado en el Foro Itálico donde fue derrotado por el joven alemán Alexander Zverev por 4-6, 7-65 y 1-6 en casi dos horas, quien jugaría y ganaría su primera final de Masters 1000. En Roland Garros es cabeza de serie 21 y es eliminado en tercera ronda ante Karén Jachánov por 16-7, 3-6, 7-65 y 36-7.
En la gira de césped decepciona en Queen's (primera ronda) y solo llega a segunda ronda a Wimbledon tras caer ante Dudi Sela en 5 sets, pero para la semana siguiente se corona campeón en el último torneo sobre hierba en Newport venciendo en la final al jugador proveniente de la clasificación Matthew Ebden por 6-3 y 7-64, ganando su 11° título y el primero desde Atlanta 2015, en dicho torneo como curiosidad no se enfrentó a ningún Top 100. Apenas sin descanso jugó la semana siguiente en Atlanta 2017 y clasificó fácilmente a la final tras superar al número 22 del mundo Gilles Muller por 6-4 y 6-2 en las semifinales, después de ese buen momento dijo sentirse bien y con confianza en el mismo, ganó la final al vencer a su compatriota Ryan Harrison por 7-66 y 7-67 para ganar su 4° título en 7 finales, realizando un gran partido con 23 aces, 50 tiros ganadores, cometió solo 21 errores no forzados y tuvo un 71% de primer servicio para ganar su segundo título consecutivo, con ocho victorias consecutivas y sumando el 12° título de su carrera.
Tras estos torneos juega el Masters de Cincinnati donde llegó a semifinales sin ceder sets tras vencer a Viktor Troicki (7-63, 6-4), Tommy Paul (6-3, 6-3), Frances Tiafoe (7-64, 7-5) que venía de vencer a Zverev y en cuartos a Jared Donaldson por 7-64 y 7-5 en una hora y media, en semifinales se enfrenta al 11° del mundo Grigor Dimitrov, además este torneo se convirtió en el tercer en que ningún miembro del Big Four no dijo presente, algo que sólo había ocurrido en París 2008 y 2012 y ninguno de los Top 10 en una semifinal de Masters 1000 desde Hamburgo 2006, cae ante el búlgaro en un partidazo por 7-64 y 7-610 después de dos horas y 3 minutos. En el US Open cae en tercera ronda ante Mischa Zverev por 6-4, 6-3 y 7-65.
Comienza la gira asiática en Pekín perdiendo en cuartos de final ante el eventual ganador Rafael Nadal por 6-4 y 7-60 y cae en octavos de final en el Masters de Shanghái ante Viktor Troicki por 6-4, 7-64. Juega su último torneo de la temporada, el Masters de París-Bercy donde todavía tenía una mínima chance para jugar el ATP World Tour Finals, comenzó desde la segunda ronda venciendo con bastantes dificultades a Diego Schwartzman por 7-62, 116-7 y 6-3, luego en tercera ronda elimina al 8° del mundo Grigor Dimitrov por 7-610, 5-7, 7-63 en otro durísimo partido de dos horas 45 minutos, donde su oponente le logró quebrar el servicio una vez, en cuartos de final supera al cabeza de serie 13, el argentino Juan Martín del Potro por 6-4, 56-7 y 6-4 dejando fuera a Del Potro de la Copa Masters además, en semifinales se enfrentó a la sorpresa del torneo Filip Krajinovic y cae por 4-6, 7-62, 56-7 en dos horas y 28 minutos. Después de este partido se informa que quedó frustrado por tener la oportunidad de terminar en el Top 10.
Terminó el año en el puesto 17°.

### 2018: Primer Masters 1000, regreso al top 10 y primera semifinal de Grand Slam
Isner no pudo ganar un partido durante enero, perdiendo en la ronda de 16 en el Torneo de Auckland y en la primera ronda del Abierto de Australia ante Matthew Ebden.
Después de un decepcionante inicio de la temporada en la que ganó un partido de cuatro posibles, ganó el Masters de Indian Wells junto con Jack Sock frente a los hermanos Bob y Mike Bryan por 7-64 y 7-62, mientras que en el individuales cayó en su partido debut en segunda ronda ante Gael Monfils por 7-6, 6-7 y 5-7. La semana siguiente se levantó de las cenizas en Miami, excepto de la primera ronda debutó en la segunda ante Jiří Veselý ganando por 7-6(3), 1-6, 6-3, en tercera ronda venció al ruso Mijaíl Yuzhny por 6-4, 6-3 y en octavos al reciente finalista del Abierto de Australia, Marin Čilić (N.º 3 del mundo) por 7-6(0), 6-3, en cuartos venció al joven surcoreano Hyeon Chung por 6-1 y 6-4, en semifinales se enfrenta al reciente ganador del Masters de Indian Wells y 6° del mundo Juan Martín del Potro ganando con relativa facilidad por 6-1, 7-6(2) en una hora y 23 minutos, además le corto una racha de 15 victorias consecutivas al argentino para alcanzar su cuarta final de Masters 1000 de su carrera, en la final supera en reñido partido al 5 del mundo Alexander Zverev por 6-7(4) y doble 6-4 en dos horas y media, logrando ganar su primera final de Masters 1000 a los 32 años después de tres intentos fallidos, logrando además el título más importante de su carrera, igualando también el mejor ranking de su carrera al situarse en el puesto 9.
En la gira de tierra batida europea se saltó Montecarlo para llegar a Madrid más descansado tras ganar Miami, derrotó en segunda ronda a Ryan Harrison por doble 7-6 y en tercera a Pablo Cuevas por 6-7 y doble 7-6, en cuartos cayó ante el eventual campeón Alexander Zverev por 6-4 y 7-5; en Roma cayó en segunda ronda tras perder ante Albert Ramos por 6-7 y doble 7-6. En Roland Garros llegó hasta la cuarta ronda tras derrotar a Noah Rubin en sets corridos, en segunda a Horacio Zeballos en cuatro sets y en la tercera ronda a Pierre-Hugues Herbert en sets corridos para caer ante Juan Martín del Potro por triple 6-4.
En Wimbledon llega a cuartos de final siendo la primera vez que llega a esa instancia en un Grand Slam tras comenzar venciendo a Yannick Maden por 6-2, 7-6, 7-5, en segunda ronda a Ruben Bemelmans en 5 sets tras ir 2-0 arriba por 6-1, 6-4 doble 6-7 y 7-5 luego venció en las dos siguientes rondas a Radu Albot y Stefanos Tsitsipas, en los cuartos de final derrotó a Milos Raonic por 6-7, 7-6, 6-4 y 6-3 para avanzar a su primera semifinal de Grand Slam en su carrera en la que perdió contra el sudafricano Kevin Anderson en un partido que duró 6 horas y media con un resultado de 7-6(6), 6-7(5), 6-7(9), 6-4 y 26-24, este fue el cuarto partido más largo de la historia y el segundo más largo de Wimbledon después del Grand Slam detrás del Isner-Mahut de Wimbledon 2010 en primera ronda, la rápida adaptación de Isner al césped y un juego bastante agresivo desde el resto y un gran saque-volea explica sus grandes resultados en Wimbledon 2018, luego de esto ganó el Torneo de Atlanta derrotando a Álex De Miñaur, Mischa Zverev, Matthew Ebden y en la final a Ryan Harrison por 5-7, 6-3 y 6-4, ganando su 5° título en este torneo y 14° de su carrera.
En el US Open comienza venciendo cómodamente a Bradley Klahn en sets corridos, tras esto apenas pasa las dos siguientes rondas contra Nicolás Jarry en cinco sets y Dušan Lajović en cuatro sets para llegar a los octavos de final. En un gran partido, derrota a Milos Raonic por 3-6, 6-3, 6-4, 3-6 y 6-2 en poco más de tres horas y llega a los cuartos de final como en 2011. Fue derrotado por el número 3 del mundo, Juan Martín del Potro por 7-6(5), 3-6, 6-7(4) y 2-6 después de tres horas y media de juego.
Clasifica para el Masters de Londres por primera vez en su carrera gracias a la baja de Rafael Nadal. Queda ubicado en el Grupo Gustavo Kuerten con el número 1 del mundo Novak Djokovic, el número 5 mundial , Alexander Zverev y el N°7 mundial Marin Čilić. Pierde todos sus partidos contra Djokovic por 6-4 y 6-3, contra Cilic por 6-7(2), 6-3 y 6-4 siendo ese su único set que ganó en el torneo y por último contra Sascha Zverev por 7-6(5) y 6-3.
Terminó la mejor temporada de su carrera en el décimo lugar del Ranking ATP con una semifinal de Grand Slam en Wimbledon, su primer título de Masters 1000 y el mejor ranking de toda su carrera, el octavo lugar. 
Formó parte del partido más largo de toda la historia del tenis, el 22 y el 24 de junio de 2010, en la primera ronda del campeonato de Wimbledon 2010 de individuales masculino, entre el tenista estadounidense John Isner y el francés Nicolas Mahut, con un tiempo de 11 horas, 6 minutos y 23 segundos.

## Partidos más largos en la historia de los Grand Slam (2010, 2018)
Isner se ha ganado el apodo de hombre maratón debido a que puede competir a largo plazo y en partidos extenuantes y también por tener un largo historial de partidos extenuantes de 4 horas o más. El primero es Wimbledon 2010 cuando Isner derrotó a Nicolás Mahut en 11 horas y 5 minutos en un partido de tres días. El segundo partido más largo de la historia de los Grand Slam fue el que Isner perdió ante el sudafricano Kevin Anderson en la primera semifinal de Wimbledon 2018.

#### El partido más largo en la historia: Isner vs Mahut, 22-24 de junio de 2010

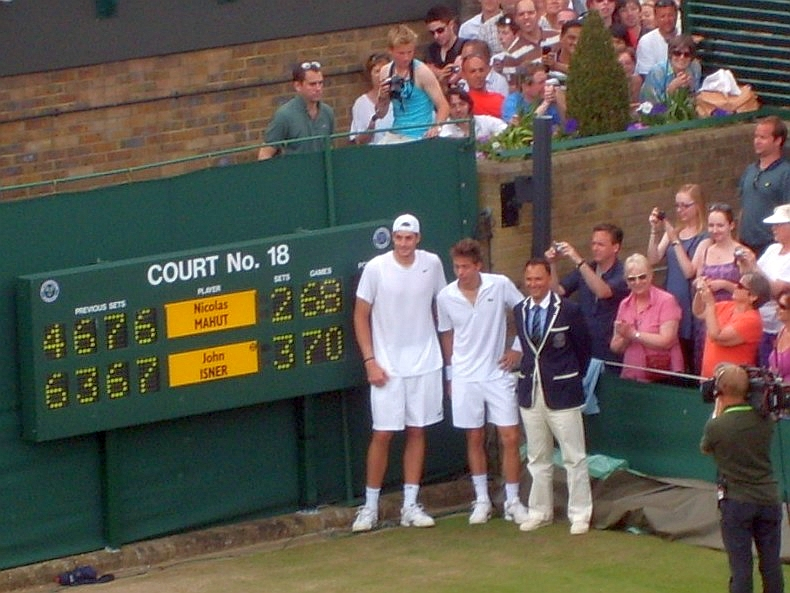
Los jugadores posan con el marcador, tras el partido.

En Wimbledon 2010, Isner (cabeza de serie 23) se enfrentó a Nicolás Mahut en la primera ronda. Isner ganó el partido por 6-4, 3-6, 6-7, 7-6 y 70-68.
El set final solo fue el más largo que el partido anterior más largo de la historia.
En el partido, Isner estableció el récord de más aces en un partido, rompiendo el récord de Ivo Karlović de 78; estableció 113 aces por delante de los 103 aces de Mahut.
Los primeros cuatro set se jugaron el día 22 de junio hasta las 21:13 PM (Hora británica) el motivo de la finalización fue por falta de luz y por ende tuvo que ser suspendido, el segundo día consecutivo también tuvo que suspenderse cuando iban 59 iguales; el partido se reanudó el 24 de junio a las 15:30 PM en Inglaterra, en general, el partido duró once horas y cinco minutos. Isner también estableció el récord de la mayoría de juegos ganados en un partido de Wimbledon con 92.
El partido le dio a Isner cierta fama, particularmente en el Reino Unido y en su país natal, Estados Unidos. 
Él tuvo apariciones especiales en "Good Morning America" y el "Late Show" y tiró el primer lanzamiento en un partido de los Yankees en el Estadio de los Yankees y Mahut ganó el premio Premio ESPY 2010 al mejor desempeñó récord en el deporte.
| Campeonato de Wimbledon 2010 - 1.ª ronda de Caballeros | 1 (32') | 2 (29') | 3 (49') | 4 (64') | 5 (491') |
| ------------------------------------------------------ | ------- | ------- | ------- | ------- | -------- |
| John Isner (23)                                        | 6       | 3       | 67      | 7       | 70       |
| Nicolas Mahut (Q)                                      | 4       | 6       | 7       | 63      | 68       |

#### El segundo partido más largo en la historia: Isner vs Anderson, 13 de julio de 2018
En este partido, Isner se enfrentó a otro cañonero, Kevin Anderson de Sudáfrica, el juego fue el partido más largo en la historia de una segunda semana de Grand Slam, ambos, por el tiempo y el número de partidos jugados. También es el partido más largo de la historia del All England Lawn Tennis Club y el cuarto partido de tenis más largo de todos los tiempos enfrentándose por las semifinales de Wimbledon 2018.
Los primeros tres sets fueron Tie-Break, el primero cayó del lado de Anderson por 7-6, el segundo y tercero del lado de Isner por el mismo puntaje, en el cuarto set Anderson igualó las acciones al ganar por 6-4 e ir al quinto y definitivo set. El quinto se convirtió en una batalla de servicios, al 16-17 comenzó al cerrarse el centro del techo. Isner soportó un error de Anderson al caerse y devolver la pelota con la mano izquierda (tomando en cuenta que Anderson es diestro) y le permitió ir 40-30 en su servicio tras ir 0-30. En el 24-24, Anderson logró una ventaja de 0-40 en el saque de Isner y finalmente rompió el saque del estadounidense en el tercer break para ganar el partido en 6 horas 36 minutos ganando el partido con un marcador final de 7-6, 6-7, 6-7, 6-4 y 26-24.
| Campeonato de Wimbledon 2018 - Semifinales de caballeros | 1 (63') | 2 (54') | 3 (61') | 4 (43') | 5 (175') |
| -------------------------------------------------------- | ------- | ------- | ------- | ------- | -------- |
| Kevin Anderson (8)                                       | 78      | 65      | 69      | 6       | 26       |
| John Isner (9)                                           | 6       | 7       | 711     | 4       | 24       |

## ATP World Tour Masters 1000

#### Títulos (1)
| Año  | Torneo | Superficie | Ind/Outdoor | Oponente en la final | Resultado        |
| 2018 | Miami  | Dura       | Outdoor     | Alexander Zverev     | 6-7(4), 6-4, 6-4 |

#### Finalista (4)
| Año  | Torneo         | Superficie | Ind/Outdoor | Oponente en la final | Resultado        |
| 2012 | 'Indian Wells' | Dura       | Outdoor     | Roger Federer        | 6-7(7), 3-6      |
| 2013 | 'Cincinnati'   | Dura       | Outdoor     | Rafael Nadal         | 6-7(8), 6-7(3)   |
| 2016 | 'París'        | Dura       | Indoor      | Andy Murray          | 3-6, 7-6(4), 4-6 |
| 2019 | 'Miami'        | Dura       | Outdoor     | Roger Federer        | 1-6, 4-6         |

## Títulos ATP (24; 16+8)

### Individual (16)
| Leyenda                  |
| Grand Slam (0)           |
| ATP World Tour Final (0) |
| ATP Masters 1000 (1)     |
| ATP World Tour 500 (0)   |
| ATP World Tour 250 (15)  |

| N.º | Fecha                | Torneo            | Superficie    | Oponente en la final | Resultado              |
| --- | -------------------- | ----------------- | ------------- | -------------------- | ---------------------- |
| 1.  | 16 de enero de 2010  | Auckland          | Dura          | Arnaud Clément       | 6-3, 5-7, 7-6(2)       |
| 2.  | 10 de julio de 2011  | Newport           | Hierba        | Olivier Rochus       | 6-3, 7-6(6)            |
| 3.  | 27 de agosto de 2011 | Winston-Salem     | Dura          | Julien Benneteau     | 4-6, 6-3, 6-4          |
| 4.  | 15 de julio de 2012  | Newport (2)       | Hierba        | Lleyton Hewitt       | 7-6(1), 6-4            |
| 5.  | 25 de agosto de 2012 | Winston-Salem (2) | Dura          | Tomáš Berdych        | 3-6, 6-4, 7-6(9)       |
| 6.  | 14 de abril de 2013  | Houston           | Tierra batida | Nicolás Almagro      | 6-3, 7-5               |
| 7.  | 28 de julio de 2013  | Atlanta           | Dura          | Kevin Anderson       | 6-7(3), 7-6(2), 7-6(2) |
| 8.  | 11 de enero de 2014  | Auckland (2)      | Dura          | Yen-Hsun Lu          | 7-6(4), 7-6(7)         |
| 9.  | 27 de julio de 2014  | Atlanta (2)       | Dura          | Dudi Sela            | 6-3, 6-4               |
| 10. | 2 de agosto de 2015  | Atlanta (3)       | Dura          | Marcos Baghdatis     | 6-3, 6-3               |
| 11. | 23 de julio de 2017  | Newport (3)       | Hierba        | Matthew Ebden        | 6-3, 7-6(4)            |
| 12. | 30 de julio de 2017  | Atlanta (4)       | Dura          | Ryan Harrison        | 7-6(6), 7-6(7)         |
| 13. | 1 de abril de 2018   | Miami             | Dura          | Alexander Zverev     | 6-7(4), 6-4, 6-4       |
| 14. | 29 de julio de 2018  | Atlanta (5)       | Dura          | Ryan Harrison        | 5-7, 6-3, 6-4          |
| 15. | 21 de julio de 2019  | Newport (4)       | Hierba        | Aleksandr Búblik     | 7-6(2), 6-3            |
| 16. | 1 de agosto de 2021  | Atlanta (6)       | Dura          | Brandon Nakashima    | 7-6(8), 7-5            |

#### Finalista (15)
| N.º | Fecha                  | Torneo         | Superficie    | Oponente en la final  | Resultado               |
| --- | ---------------------- | -------------- | ------------- | --------------------- | ----------------------- |
| 1.  | 30 de julio de 2007    | Washington     | Dura          | Andy Roddick          | 4-6, 6-7(4)             |
| 2.  | 21 de febrero de 2010  | Memphis        | Dura (i)      | Sam Querrey           | 7-6(3), 6-7(5), 3-6     |
| 3.  | 9 de mayo de 2010      | Belgrado       | Tierra batida | Sam Querrey           | 6-3, 6-7(4), 4-6        |
| 4.  | 25 de julio de 2010    | Atlanta        | Dura          | Mardy Fish            | 6-4, 4-6, 6-7(4)        |
| 5.  | 24 de julio de 2011    | Atlanta (2)    | Dura          | Mardy Fish            | 6-3, 6-7(6), 2-6        |
| 6.  | 18 de marzo de 2012    | Indian Wells   | Dura          | Roger Federer         | 6-7(7), 3-6             |
| 7.  | 15 de abril de 2012    | Houston        | Tierra batida | Juan Mónaco           | 2-6, 6-3, 3-6           |
| 8.  | 4 de agosto de 2013    | Washington (2) | Dura          | Juan Martín del Potro | 6-3, 1-6, 2-6           |
| 9.  | 18 de agosto de 2013   | Cincinnati     | Dura          | Rafael Nadal          | 6-7(8), 6-7(3)          |
| 10. | 9 de agosto de 2015    | Washington (3) | Dura          | Kei Nishikori         | 6-4, 4-6, 4-6           |
| 11. | 7 de agosto de 2016    | Atlanta (3)    | Dura          | Nick Kyrgios          | 6-7(3), 6-7(4)          |
| 12. | 6 de noviembre de 2016 | París          | Dura (i)      | Andy Murray           | 3-6, 7-6(4), 4-6        |
| 13. | 31 de marzo de 2019    | Miami          | Dura          | Roger Federer         | 1-6, 4-6                |
| 14. | 10 de abril de 2022    | Houston        | Tierra batida | Reilly Opelka         | 3-6, 6-7(7)             |
| 15. | 12 de febrero de 2023  | Dallas         | Dura (i)      | Yibing Wu             | 7-6(4), 6-7(3), 6-7(12) |

### Dobles (8)
| Leyenda                  |
| Grand Slam (0)           |
| ATP World Tour Final (0) |
| ATP Masters 1000 (5)     |
| ATP World Tour 500 (1)   |
| ATP World Tour 250 (2)   |

| N.º | Fecha                 | Torneo       | Superficie    | Pareja            | Oponentes en la final                    | Resultado        |
| --- | --------------------- | ------------ | ------------- | ----------------- | ---------------------------------------- | ---------------- |
| 1.  | 7 de julio de 2008    | Newport      | Hierba        | Mardy Fish        | Rohan Bopanna Aisam Qureshi              | 6-4, 7-6(1)      |
| 2.  | 21 de febrero de 2010 | Memphis      | Dura (i)      | Sam Querrey       | Ross Hutchins Jordan Kerr                | 6-4, 6-4         |
| 3.  | 15 de mayo de 2011    | Roma         | Tierra batida | Sam Querrey       | Mardy Fish Andy Roddick                  | w/o              |
| 4.  | 16 de octubre de 2016 | Shanghái     | Dura          | Jack Sock         | Henri Kontinen John Peers                | 6-4, 6-4         |
| 5.  | 17 de marzo de 2018   | Indian Wells | Dura          | Jack Sock         | Bob Bryan Mike Bryan                     | 7-6(4), 7-6(2)   |
| 6.  | 24 de julio de 2021   | Los Cabos    | Dura          | Hans Hach Verdugo | Hunter Reese Sem Verbeek                 | 5-7, 6-2, [10-4] |
| 7.  | 19 de marzo de 2022   | Indian Wells | Dura          | Jack Sock         | Santiago González Édouard Roger-Vasselin | 7-6(4), 6-3      |
| 8.  | 2 de abril de 2022    | Miami        | Dura          | Hubert Hurkacz    | Wesley Koolhof Neal Skupski              | 7-6(5), 6-4      |

#### Finalista (6)
| N.º | Fecha                | Torneo       | Superficie    | Pareja            | Oponentes en la final     | Resultado            |
| --- | -------------------- | ------------ | ------------- | ----------------- | ------------------------- | -------------------- |
| 1.  | 2 de mayo de 2010    | Roma         | Tierra batida | Sam Querrey       | Bob Bryan Mike Bryan      | 2-6, 3-6             |
| 2.  | 9 de abril de 2011   | Houston      | Tierra batida | Sam Querrey       | Bob Bryan Mike Bryan      | 7-6(4), 2-6, [5-10]  |
| 3.  | 18 de marzo de 2012  | Indian Wells | Dura          | Sam Querrey       | Marc López Rafael Nadal   | 2-6, 6-7(3)          |
| 4.  | 4 de marzo de 2017   | Acapulco     | Dura          | Feliciano López   | Jamie Murray Bruno Soares | 3-6, 3-6             |
| 5.  | 8 de octubre de 2017 | Pekín        | Dura          | Jack Sock         | Henri Kontinen John Peers | 3-6, 6-3, [7-10]     |
| 6.  | 15 de mayo de 2022   | Roma         | Tierra batida | Diego Schwartzman | Nikola Mektić Mate Pavić  | 2-6, 7-6(6), [10-12] |

## Clasificación histórica

### Individuales
| Torneos de Grand Slam                                                                                   |                 |                 |                 |                 |                 |                 |                 |                 |                 |                 |                 |              |                 |                 |                 |                 |      |         |         |         |
| Abierto de Australia                                                                                    | A               | 1R              | 1R              | 4R              | 3R              | 3R              | A               | 1R              | 3R              | 4R              | 2R              | 1R           | 1R              | 3R              | A               | 2R              | 1R   | 0 / 14  | 16–14   | 53%     |
| Roland Garros                                                                                           | A               | 1R              | A               | 3R              | 1R              | 2R              | 3R              | 4R              | 2R              | 4R              | 3R              | 4R           | A               | 2R              | 3R              | 3R              | 1R   | 0 / 14  | 22–14   | 61%     |
| Wimbledon                                                                                               | A               | 1R              | A               | 2R              | 2R              | 1R              | 2R              | 3R              | 3R              | 3R              | 2R              | SF           | 2R              | ND              | 1R              | 3R              |      | 0 / 13  | 18–13   | 57%     |
| US Open                                                                                                 | 3R              | 1R              | 4R              | 3R              | CF              | 3R              | 3R              | 3R              | 4R              | 3R              | 3R              | CF           | 3R              | 1R              | 1R              | 2R              |      | 0 / 16  | 31–15   | 67%     |
| Ganados–Perdidos                                                                                        | 2–1             | 0–4             | 3–2             | 8–4             | 7–4             | 5–4             | 5–3             | 7–4             | 8–4             | 10–4            | 6–4             | 12–4         | 3–3             | 3–3             | 2–3             | 6–3             | 0–2  | 0 / 57  | 87–56   | 62%     |
| Torneo de Maestros                                                                                      |                 |                 |                 |                 |                 |                 |                 |                 |                 |                 |                 |              |                 |                 |                 |                 |      |         |         |         |
| ATP Finals                                                                                              | No se clasificó | No se clasificó | No se clasificó | No se clasificó | No se clasificó | No se clasificó | No se clasificó | No se clasificó | No se clasificó | No se clasificó | No se clasificó | RR           | No se clasificó | No se clasificó | No se clasificó | No se clasificó |      | 0 / 1   | 0–3     | 0%      |
| ATP Masters Series / ATP Tour Masters 1000                                                              |                 |                 |                 |                 |                 |                 |                 |                 |                 |                 |                 |              |                 |                 |                 |                 |      |         |         |         |
| Indian Wells                                                                                            | A               | 2R              | 4R              | 4R              | 3R              | F               | 2R              | SF              | 4R              | 4R              | 3R              | 2R           | 4R              | ND              | 3R              | 4R              | 1R   | 0 / 15  | 26–14   | 65%     |
| Miami                                                                                                   | A               | 1R              | 2R              | 3R              | 4R              | 3R              | 3R              | 4R              | SF              | 2R              | 3R              | 'G'          | F               | ND              | 4R              | 2R              | 1R   | 1 / 15  | 26–15   | 63%     |
| Montecarlo                                                                                              | A               | A               | A               | A               | A               | A               | 1R              | A               | 3R              | A               | A               | A            | A               | ND              | A               | A               | A    | 0 / 2   | 2–2     | 50%     |
| Madrid                                                                                                  | A               | A               | A               | 3R              | 2R              | 2R              | 2R              | 3R              | CF              | A               | A               | CF           | A               | ND              | CF              | 2R              | A    | 0 / 9   | 15–9    | 64%     |
| Roma | A               | A               | A               | 2R              | 1R              | 2R              | 1R              | 1R              | 3R              | A               | SF              | 2R           | A               | A               | A               | 2R              | A    | 0 / 9   | 9–9     | 50%     |
| Canadá                                                                                                  | A               | A               | 2R              | A               | 2R              | SF              | 1R              | 1R              | CF              | 2R              | 1R              | 3R           | 2R              | ND              | SF              | A               |      | 0 / 11  | 15–11   | 58%     |
| Cincinnati                                                                                              | 1R              | 2R              | 2R              | 2R              | 1R              | A               | F               | 3R              | 1R              | 2R              | SF              | 1R           | 2R              | 3R              | 3R              | CF              |      | 0 / 15  | 23–15   | 66%     |
| Shanghái                                                                                                | Inexistente     | Inexistente     | 1R              | 2R              | A               | 3R              | 2R              | 3R              | 3R              | 1R              | 3R              | A            | 3R              | No Disputado    | No Disputado    | No Disputado    |      | 0 / 9   | 11–9    | 53%     |
| París                                                                                                   | A               | A               | 2R              | 2R              | SF              | 2R              | 3R              | 2R              | CF              | F               | SF              | 3R           | 2R              | A               | A               | 2R              |      | 0 / 12  | 18–12   | 63%     |
| Ganados–Perdidos                                                                                        | 0–1             | 2–3             | 7–6             | 8–7             | 9–7             | 11–7            | 9–9             | 12–8            | 20–9            | 9–6             | 15–7            | 10–6         | 11–6            | 2–1             | 12–4            | 8–6             | 0–2  | 1 / 97  | 145–95  | 61%     |
| Representación nacional                                                                                 |                 |                 |                 |                 |                 |                 |                 |                 |                 |                 |                 |              |                 |                 |                 |                 |      |         |         |         |
| Juegos Olímpicos                                                                                        | ND              | A               | No Disputado    | No Disputado    | No Disputado    | CF              | No Disputado    | No Disputado    | No Disputado    | A               | No Disputado    | No Disputado | No Disputado    | No Disputado    | A               | ND              | ND   | 0 / 1   | 3–1     | 75%     |
| Copa Davis                                                                                              | A               | A               | A               | 1R              | CF              | SF              | CF              | PO              | 1R              | CF              | CF              | SF           | A               | A               | A               | A               |      | 0 / 7   | 15–11   | 58%     |
| Estadísticas                                                                                            |                 |                 |                 |                 |                 |                 |                 |                 |                 |                 |                 |              |                 |                 |                 |                 |      |         |         |         |
| | 2007            | 2008            | 2009            | 2010            | 2011            | 2012            | 2013            | 2014            | 2015            | 2016            | 2017            | 2018         | 2019            | 2020            | 2021            | 2022            | 2023 | Carrera | Carrera | Carrera |
| Torneos                                                                                                 | 5               | 19              | 18              | 21              | 21              | 21              | 24              | 23              | 24              | 20              | 23              | 22           | 19              | 7               | 14              | 18              |      | 299     | 299     | 299     |
| Títulos / Finales                                                                                       | 0 / 1           | 0 / 0           | 0 / 0           | 1 / 4           | 2 / 3           | 2 / 4           | 2 / 4           | 2 / 2           | 1 / 2           | 0 / 2           | 2 / 2           | 2 / 2        | 1 / 2           | 0 / 0           | 1 / 1           | 0 / 1           |      | 16 / 30 | 16 / 30 | 16 / 30 |
| G-P en general                                                                                          | 8–5             | 11–19           | 27–18           | 38–24           | 36–21           | 45–21           | 39–24           | 39–20           | 45–25           | 33–21           | 38–22           | 34–22        | 30–18           | 10–10           | 23–13           | 23–17           |      | 480–303 | 480–303 | 480–303 |
| Victorias %                                                                                             | 62%             | 37%             | 60%             | 61%             | 63%             | 68%             | 62%             | 66%             | 64%             | 61%             | 63%             | 61%          | 63%             | 50%             | 64%             | 58%             |      | 63%     | 63%     | 63%     |
| Leyenda: G: Torneo ganado; F: Finalista; SF: Semifinalista; CF: Cuartos de final; G-P: Ganados-Perdidos |                 |                 |                 |                 |                 |                 |                 |                 |                 |                 |                 |              |                 |                 |                 |                 |      |         |         |         |

### Dobles
| Torneo                           | 2003            | 2007            | 2008            | 2009         | 2010         | 2011         | 2012  | 2013         | 2014         | 2015         | 2016  | 2017  | 2018  | T/P    | G–P    | Victorias % |
| -------------------------------- | --------------- | --------------- | --------------- | ------------ | ------------ | ------------ | ----- | ------------ | ------------ | ------------ | ----- | ----- | ----- | ------ | ------ | ----------- |
| Torneos de Grand Slam            |                 |                 |                 |              |              |              |       |              |              |              |       |       |       |        |        |             |
| Abierto de Australia             | A               | A               | 1R              | CF           | 3R           | A            | A     | A            | A            | A            | A     | A     | A     | 0 / 3  | 5–3    | 63%         |
| Roland Garros                    | A               | A               | 3R              | A            | A            | 1R           | A     | A            | A            | A            | A     | A     | A     | 0 / 2  | 2–2    | 50%         |
| Wimbledon                        | A               | A               | A               | A            | A            | A            | A     | A            | A            | A            | A     | A     | A     | 0 / 0  | 0–0    | –           |
| US Open                          | 1R              | 1R              | 1R              | 2R           | A            | A            | A     | A            | A            | A            | A     | A     |       | 0 / 4  | 1–4    | 20%         |
| Ganados–Perdidos                 | 0–1             | 0–1             | 2–3             | 4–2          | 2–1          | 0–1          | 0–0   | 0–0          | 0–0          | 0–0          | 0–0   | 0–0   | 0–0   | 0 / 9  | 8–9    | 47%         |
| ATP World Tour Masters 1000      |                 |                 |                 |              |              |              |       |              |              |              |       |       |       |        |        |             |
| Indian Wells                     | A               | A               | A               | A            | SF           | 2R           | F     | 2R           | SF           | 2R           | 2R    | 1R    | 'G'   | 1 / 9  | 18–8   | 69%         |
| Miami                            | A               | A               | A               | A            | 2R           | 2R           | A     | 1R           | A            | SF           | CF    | 2R    | 2R    | 0 / 7  | 8–7    | 53%         |
| Madrid                           | A               | A               | A               | A            | 2R           | SF           | 1R    | 2R           | 2R           | A            | A     | A     | 1R    | 0 / 6  | 6–5    | 54%         |
| Roma                             | A               | A               | A               | A            | F            | 'G'          | 1R    | 1R           | 1R           | 1R           | A     | CF    | 2R    | 1 / 8  | 11–7   | 61%         |
| Canadá                           | A               | A               | A               | A            | A            | A            | A     | A            | A            | A            | 2R    | A     | A     | 0 / 1  | 1–1    | 50%         |
| Cincinnati                       | A               | 2R              | CF              | 2R           | 2R           | 1R           | A     | A            | A            | A            | A     | 1R    | A     | 0 / 6  | 4–6    | 40%         |
| Shanghái                         | No Masters 1000 | No Masters 1000 | No Masters 1000 | 1R           | 1R           | A            | A     | A            | A            | 2R           | 'G'   | 1R    |       | 1 / 5  | 6–3    | 67%         |
| París                            | A               | A               | A               | A            | 2R           | 1R           | 1R    | 2R           | 1R           | 2R           | A     | 1R    |       | 0 / 7  | 2–6    | 25%         |
| Ganados–Perdidos                 | 0–0             | 1–1             | 2–1             | 1–2          | 11–6         | 9–5          | 4–4   | 3–5          | 4–2          | 5–5          | 9–3   | 3–5   | 6–3   | 3 / 49 | 56–43  | 57%         |
| Representación nacional          |                 |                 |                 |              |              |              |       |              |              |              |       |       |       |        |        |             |
| Juegos Olímpicos                 | ND              | ND              | A               | No Disputado | No Disputado | No Disputado | 1R    | No Disputado | No Disputado | No Disputado | A     | ND    | ND    | 0 / 1  | 0–1    | 0%          |
| Estados Unidos                   | A               | A               | A               | A            | 1R           | CF           | SF    | CF           | PO           | 1R           | CF    | CF    |       | 0 / 7  | 2–0    | 100%        |
| Estadísticas                     |                 |                 |                 |              |              |              |       |              |              |              |       |       |       |        |        |             |
| Títulos / Finales                | 0 / 0           | 0 / 0           | 1 / 1           | 0 / 0        | 1 / 2        | 1 / 2        | 0 / 1 | 0 / 0        | 0 / 0        | 0 / 0        | 1 / 1 | 0 / 2 | 1 / 1 | 5 / 10 | 5 / 10 | 5 / 10      |
| G-P en global                    | 0–1             | 1–5             | 10–10           | 9–9          | 23–11        | 18–11        | 7–9   | 4–8          | 5–4          | 6–8          | 9–5   | 9–10  | 6–3   | 107–94 | 107–94 | 107–94      |
| Ranking ATP a final de temporada | 1383            | 226             | 106             | 97           | 31           | 36           | 94    | 193          | 170          | 122          | 54    | 100   |       | 53%    | 53%    | 53%         |

## TítulosChallengers(5; 3+2)

### Individuales (3)
| N.º | Fecha                    | Torneo      | Superficie | Oponente en la final | Resultado        |
| --- | ------------------------ | ----------- | ---------- | -------------------- | ---------------- |
| 1.  | 23 de julio de 2007      | Lexington   | Dura       | Brian Wilson         | 6-7(9), 6-3, 6-4 |
| 2.  | 22 de septiembre de 2008 | Lubbock     | Dura       | Frank Dancevic       | 7-6(2), 4-6, 6-2 |
| 3.  | 20 de abril de 2009      | Tallahassee | Dura       | Donald Young         | 7-5, 6-4         |

### Dobles (1)
| N.º | Fecha                 | Torneo     | Superficie | Pareja         | Oponentes en la final                 | Resultado            |
| --- | --------------------- | ---------- | ---------- | -------------- | ------------------------------------- | -------------------- |
| 1.  | 15 de octubre de 2007 | Calabasas  | Dura       | Brian Wilson   | Robert Kendrick Cecil Mamiit          | 7-6(10), 4-6, [10-8] |
| 2.  | 29 de octubre de 2007 | Louisville | Dura       | Travis Parrott | Richard Bloomfield Michael Ryderstedt | 6-4, 6-4             |

### Finalista en dobles (2)
| N.º | Fecha                | Torneo     | Superficie | Pareja        | Oponentes en la final                 | Resultado           |
| --- | -------------------- | ---------- | ---------- | ------------- | ------------------------------------- | ------------------- |
| 1.  | 22 de julio de 2006  | Lexington  | Dura       | Colin Purcell | Sanchai Ratiwatana Sonchat Ratiwatana | 6-7(5), 6-4, [6-10] |
| 2.  | 6 de octubre de 2008 | Sacramento | Dura       | Rajeev Ram    | Brian Battistone Dann Battistone      | 6-1, 3-6, [4-10]    |

## Ranking ATP al final de la temporada
| Año                     | 2005 | 2006 | 2007 | 2008 | 2009 | 2010 | 2011 | 2012 | 2013 | 2014 | 2015 | 2016 | 2017 | 2018 | 2019 | 2020 | 2021 |
| Ranking en individuales | 967  | 843  | 107  | 145  | 34   | 19   | 18   | 14   | 14   | 19   | 11   | 19   | 17   | 10   | 19   | 25   | 24   |

## Victorias sobre Top 10
- Isner tiene un récord de 26-61 contra jugadores que, en el momento en que se jugó el partido, se encontraban entre los 10 primeros del Ranking ATP.

| Temporada | 2007 | 2008 | 2009 | 2010 | 2011 | 2012 | 2013 | 2014 | 2015 | 2016 | 2017 | 2018 | 2019 | 2020 | 2021 | Total |
| Victorias | 0    | 0    | 3    | 1    | 1    | 6    | 3    | 0    | 3    | 1    | 3    | 3    | 1    | 0    | 1    | 26    |

| #    | Jugador               | Ranking | Torneo                                     | Superficie  | Rd | Resultado                         | Isner Ranking |
| ---- | --------------------- | ------- | ------------------------------------------ | ----------- | -- | --------------------------------- | ------------- |
| 2009 |                       |         |                                            |             |    |                                   |               |
| 1.   | Gaël Monfils          | 9       | Indian Wells, Estados Unidos               | Hard        | 2R | 6–7(5–7), 6–1, 6–4                | 147           |
| 2.   | Jo-Wilfried Tsonga    | 7       | Washington, Estados Unidos                 | Hard        | 2R | 4–6, 7–6(7–2), 7–6(7–4)           | 80            |
| 3.   | Andy Roddick          | 5       | US Open, Nueva York, Estados Unidos        | Hard        | 3R | 7–6(7–3), 6–3, 3–6, 5–7, 7–6(7–5) | 55            |
| 2010 |                       |         |                                            |             |    |                                   |               |
| 4.   | Nikolai Davydenko     | 6       | Pekín, China                               | Hard        | CF | 7–6(7–2), 6–4                     | 22            |
| 2011 |                       |         |                                            |             |    |                                   |               |
| 5.   | David Ferrer          | 5       | París, Francia                             | Hard (i)    | CF | 6–3, 3–6, 6–3                     | 25            |
| 2012 |                       |         |                                            |             |    |                                   |               |
| 6.   | Roger Federer         | 3       | Copa Davis, Friburgo, Suiza                | Arcilla (i) | RR | 4–6, 6–3, 7–6(7–4), 6–2           | 17            |
| 7.   | Novak Djokovic        | 1       | Indian Wells, Estados Unidos               | Hard        | SF | 7–6(9–7), 3–6, 7–6(7–5)           | 11            |
| 8.   | Jo-Wilfried Tsonga    | 6       | Copa Davis, Roquebrune-Cap-Martin, Francia | Arcilla     | RR | 6–3, 7–6(7–4), 5–7, 6–3           | 11            |
| 9.   | Janko Tipsarević      | 8       | Juegos Olímpicos, Londres, Reino Unido     | Césped      | 3R | 7–5, 7–6(16–14)                   | 11            |
| 10.  | Jo-Wilfried Tsonga    | 6       | Winston-Salem, Estados Unidos              | Hard        | SF | 6–4, 3–6, 7–6(7–3)                | 10            |
| 11.  | Tomáš Berdych         | 7       | Winston-Salem, Estados Unidos              | Hard        | F  | 3–6, 6–4, 7–6(11–9)               | 10            |
| 2013 |                       |         |                                            |             |    |                                   |               |
| 12.  | Milos Raonic          | 10      | Cincinnati, Estados Unidos                 | Hard        | 3R | 7–6(7–5), 6–4                     | 22            |
| 13.  | Novak Djokovic        | 1       | Cincinnati, Estados Unidos                 | Hard        | CF | 7–6(7–5), 3–6, 7–5                | 22            |
| 14.  | Juan Martín del Potro | 7       | Cincinnati, Estados Unidos                 | Hard        | SF | 6–7(5–7), 7–6(11–9), 6–3          | 22            |
| 2015 |                       |         |                                            |             |    |                                   |               |
| 15.  | Milos Raonic          | 6       | Miami, Estados Unidos                      | Hard        | 4R | 6–7(3–7), 7–6(8–6), 7–6(7–5)      | 24            |
| 16.  | Kei Nishikori         | 5       | Miami, Estados Unidos                      | Hard        | CF | 6–4, 6–3                          | 24            |
| 17.  | Roger Federer         | 2       | París, Francia                             | Hard (i)    | 3R | 7–6(7–3), 3–6, 7–6(7–5)           | 13            |
| 2016 |                       |         |                                            |             |    |                                   |               |
| 18.  | Marin Čilić           | 10      | París, Francia                             | Hard (i)    | SF | 6–4, 6–3                          | 27            |
| 2017 |                       |         |                                            |             |    |                                   |               |
| 19.  | Stan Wawrinka         | 3       | Roma, Italia                               | Arcilla     | 3R | 7–6(7–1), 6–4                     | 24            |
| 20.  | Marin Čilić           | 8       | Roma, Italia                               | Arcilla     | CF | 7–6(7–3), 2–6, 7–6(7–2)           | 24            |
| 21.  | Grigor Dimitrov       | 8       | París, Francia                             | Hard (i)    | 3R | 7–6(12–10), 5–7, 7–6(7–3)         | 14            |
| 2018 |                       |         |                                            |             |    |                                   |               |
| 22.  | Marin Čilić           | 3       | Miami, Estados Unidos                      | Hard        | 4R | 7–6(7–0), 6–3                     | 17            |
| 23.  | Juan Martín del Potro | 6       | Miami, Estados Unidos                      | Hard        | SF | 6–1, 7–6(7–2)                     | 17            |
| 24.  | Alexander Zverev      | 5       | Miami, Estados Unidos                      | Hard        | F  | 6–7(4–7), 6–4, 6–4                | 17            |
| 2019 |                       |         |                                            |             |    |                                   |               |
| 25.  | Alexander Zverev      | 6       | Laver Cup, Ginebra, Suiza                  | Hard        | RR | 6–7(2–7), 6–4, [10–1]             | 20            |
| 2021 |                       |         |                                            |             |    |                                   |               |
| 26.  | Andréi Rubliov        | 7       | Madrid, España                             | Arcilla     | 3R | 7–6(7–4), 3–6, 7–6(7–4)           | 39            |

## Récords
- Todos estos récords se obtuvieron en la Era abierta.

| Torneo    | Año                   | Récord logrado                                                              | Jugador vinculado            |
| Wimbledon | 2010                  | Más aces en un partido ATP de sencillos: 113                                | Record individual            |
| Wimbledon | 2010                  | Más aces en un partido de Grand Slam de sencillos: 113                      | Record individual            |
| Wimbledon | 2010                  | Más aces en un solo set: 85                                                 | Record individual            |
| Wimbledon | 2010                  | Más juegos ganados en un partido: 92                                        | Record individual            |
| Wimbledon | 2010                  | Más juegos perdidos en un partido: 91                                       | Record individual            |
| Wimbledon | 2010                  | Más tiros ganadores en un partido: 246                                      | Record individual            |
| Wimbledon | 2010                  | Ganador del partido más largo de la historia: 11 horas y 5 minutos          | Nicolas Mahut                |
| Wimbledon | 2010                  | Juego más largo en una sola día (7 horas, 6 minutos)                        | Nicolas Mahut                |
| Wimbledon | 2010                  | Más cantidad de juegos jugados en una sola jornada: 118                     | Nicolas Mahut                |
| Wimbledon | 2018                  | Las semifinal más larga jamás jugada en un Grand Slam (6 horas, 36 minutos) | Kevin Anderson               |
| ATP       | 2010                  | Más aces en 2010 con 1.042                                                  | Record individual            |
| Newport   | 2017                  | Ganador de un torneo ATP en el que nunca enfrentó un punto de quiebre       | Tommy Haas                   |
| Newport   | 2011–2012, 2017       | 3 títulos de sencillos                                                      | Vijay Amritraj Greg Rusedski |
| Atlanta   | 2013–2015, 2017, 2018 | 5 títulos en individuales                                                   | Récord individual            |
| Atlanta   | 2010–2011, 2013–2018  | 8 finales                                                                   | Récord individual            |